# Lega Pro Prima Divisione 2010-2011
La Lega Pro Prima Divisione 2010-2011 è stato il 33º campionato di calcio italiano per categoria. Il campionato inizia ufficialmente il 22 agosto. Cinque le soste: il 26 dicembre ed il 2 gennaio 2011 per le festività natalizie, più altre tre il 30 gennaio, il 6 marzo ed il 3 aprile. Tutte le gare sono state giocate di domenica: da settembre alle ore 15:00, dal 31 ottobre alle 14:30, dal 27 marzo 2011 alle 15:00 mentre le gare degli spareggi Play-off e play-out si sono disputate dalle 16:00. Nel turno del 24 aprile, le gare sono state disputate il giorno prima (23 aprile) per le feste di Pasqua. Il campionato si è concluso il 15 maggio 2011 con la vittoria del Gubbio nel girone A e della Nocerina nel girone B.
I calendari della nuova stagione (per i due rispettivi gironi), sono stati stilati in una cerimonia ufficiale presso la sede di Firenze, venerdì 13 agosto 2010. Infine, disputati un posticipo al lunedì alle ore 20:45, trasmesso in diretta TV su Rai Sport 1 e Rai Sport 2 che hanno trasmesso anche gli spareggi play-off.

## Stagione
Alla Prima Divisione partecipano 36 squadre divise in due gironi da 18. Soltanto una di queste, la Salernitana proviene dalla Serie B, visti il ripescaggio della Triestina e le esclusioni per ragioni economiche decretate per Gallipoli e Mantova.
Escluse dall'iscrizione al campionato anche l'Arezzo, il Perugia, il Rimini (iscritte in Serie D), il Real Marcianise (fallito ed escluso e radiato dai campionati professionistici), il Figline (ripartito dall'Eccellenza toscana). Quindi, oltre alle regolari promozioni dalla Seconda Divisione di Südtirol, Spezia, Lucchese, Gubbio, Juve Stabia e Cisco Roma (che poi si iscriverà con il nome di Atletico Roma), si è provveduto al ripescaggio di altre otto squadre: la Paganese, che si era classificata 17ª nel girone A la stagione precedente, Pavia, Barletta, Siracusa, Gela, Bassano, Nocerina e Pisa. Molto particolare il caso dei nerazzurri toscani, che dopo aver vinto il campionato di Serie D vengono ripescati direttamente in Prima Divisione.
La regione con più squadre partecipanti è la Campania (7), seguita dalla Lombardia (6), Puglia (4), Umbria, Toscana ed Emilia-Romagna (3), Veneto e Sicilia (2) infine Calabria, Lazio, Liguria, Piemonte, Trentino-Alto Adige e Abruzzo con una sola squadra. Sardegna, Valle d'Aosta, Basilicata, Molise, Marche e Friuli-Venezia Giulia non hanno squadre partecipanti.
La suddivisione è avvenuta seguendo il criterio Nord-Centro per il girone A e Centro-Sud per il girone B, fatta eccezione per le squadre campane, che sono state divise nei due gironi per evitare gli incroci più a rischio sotto il profilo dell'ordine pubblico.

### Formula

#### Promozioni
Sono promosse in Serie B due squadre per ciascun girone: la prima classificata che viene promossa direttamente, e la vincitrice dei play-off che riguardano le squadre classificate dal secondo al quinto posto. La 2ª classificata affronta la 5ª e la 3ª gioca contro la 4ª: gara di andata giocata in casa della peggio classificata, in caso di parità di punteggio dopo 180' passa la squadra meglio piazzata. In questo campionato le gare di andata si giocheranno il 29 maggio mentre quelle di ritorno il 5 giugno. Le vincenti si giocano la promozione, con gara di andata sul campo della peggio piazzata in campionato: con risultato di parità si giocano i tempi supplementari, e nel caso in cui il pareggio persista anche al termine di questi, viene promossa la meglio classificata. Le finali play-off saranno giocate il 12 giugno (andata) ed il 19 giugno (ritorno).

#### Retrocessioni
Per ciascun girone retrocedono in Seconda Divisione tre formazioni: l'ultima retrocede direttamente, le altre due sono le perdenti dei play-out. La 14ª gioca contro la 17ª e la 15ª contro la 16ª: si seguono gli stessi criteri dei play-off per quanto riguarda le gare giocate in casa (la prima sfida si tiene sul campo della peggio piazzata). Le sfide si disputeranno il 29 maggio ed il 5 giugno: in caso di pareggio dopo 180' si salva la squadra meglio piazzata.

## Girone A
È il Gubbio ad aggiudicarsi, al termine di una lunga cavalcata solitaria, il primo posto nel girone A conquistando la promozione in Serie B dopo ben 63 anni dall'ultimo del campionato cadetto disputato. L'allenatore Vincenzo Torrente ha potuto contare su una rosa composta da giocatori di categoria superiore e sulla direzione tecnica di Gigi Simoni (protagonista negli anni '80-'90 in Serie A sulle panchine di Genoa, Lazio, Inter, Cremonese, Napoli, Piacenza). Con i rossoblù umbri, ai play-off, lascia la terza categoria, dopo 4 anni di purgatorio, un ritrovato Verona. Gli scaligeri iniziano male il campionato che li vede in zona play-out per tutto il girone di andata, al punto che, il 7 novembre, il "Principe" Giuseppe Giannini viene sostituito dal rientrante in patria ed ex-Inter Andrea Mandorlini (che qualche mese prima in Romania con il CFR Cluj, aveva vinto campionato, coppa nazionale e supercoppa). Il tecnico romagnolo, risolleva una squadra demoralizzata, agguanta all'ultima giornata i play-off: I gialloblù in semifinale superano il Sorrento (2-0 al Bentegodi e 1-1 in trasferta) per trovarsi in finale con un'altra squadra campana come la Salernitana intenta a tornare in seconda serie dopo la retrocessione della stagione precedente. La gara di andata, il 12 giugno in terra veneta, finisce 2-0 per i padroni di casa con doppietta di Ferrari, il ritorno, in un Arechi gremito, vede l'inutile vittoria dei granata per 1-0 con gol di Carrus su calcio di rigore sul finire del primo tempo.
Condannata già da tempo una Paganese immischiata sul fondo, ai play-out soccombono gli altoatesini del Südtirol (sconfitti dal Ravenna,1-0;1-2) e i brianzoli del Monza (sconfitti dal Pergocrema,1-0; 0-1), ma le sentenze per le combine legate alle scommesse retrocedono all'ultimo posto l'Alessandria, che aveva concluso la stagione al 4º posto ed era stata eliminata dalla Salernitana nelle semifinali. Gli stessi campani (per motivi economici) e il Ravenna (per vicende relative alle partite truccate) vengono radiate dai professionisti e si iscriveranno in Serie D, mentre lombardi e altoatesini vengono ripescati.

### Squadre partecipanti
| Club           | Stagione | Città                   | Stadio                       | Stagione precedente                                                |
| -------------- | -------- | ----------------------- | ---------------------------- | ------------------------------------------------------------------ |
| Alessandria    | dettagli | Alessandria             | Stadio Giuseppe Moccagatta   | 8º posto in Lega Pro Prima Divisione/A                             |
| Bassano Virtus | dettagli | Bassano del Grappa (VI) | Stadio Rino Mercante         | 7º posto in Lega Pro Seconda Divisione/B, ripescata                |
| Como           | dettagli | Como                    | Stadio Giuseppe Sinigaglia   | 12º posto in Lega Pro Prima Divisione/A                            |
| Cremonese      | dettagli | Cremona                 | Stadio Giovanni Zini         | 3º posto in Lega Pro Prima Divisione/A                             |
| Gubbio         | dettagli | Gubbio (PG)             | Stadio Pietro Barbetti       | 3º posto in Lega Pro Seconda Divisione/B, promosso dopo i play-off |
| Lumezzane      | dettagli | Lumezzane (BS)          | Nuovo Stadio Comunale        | 6º posto in Lega Pro Prima Divisione/A                             |
| Monza          | dettagli | Monza (MB)              | Stadio Brianteo              | 10º posto in Lega Pro Prima Divisione/A                            |
| Paganese       | dettagli | Pagani (SA)             | Stadio Marcello Torre        | 17º posto in Lega Pro Prima Divisione/A, ripescata                 |
| Pavia          | dettagli | Pavia                   | Stadio Pietro Fortunati      | 5º posto in Lega Pro Seconda Divisione/A, ripescata                |
| Pergocrema     | dettagli | Crema (CR)              | Stadio Giuseppe Voltini      | 15º posto in Lega Pro Prima Divisione/A                            |
| Ravenna        | dettagli | Ravenna                 | Stadio Bruno Benelli         | 13º posto in Lega Pro Prima Divisione/B                            |
| Reggiana       | dettagli | Reggio Emilia           | Stadio Giglio                | 5º posto in Lega Pro Prima Divisione/B                             |
| Salernitana    | dettagli | Salerno                 | Stadio Arechi                | 22º posto in Serie B, retrocessa                                   |
| Sorrento       | dettagli | Sorrento (NA)           | Stadio Italia                | 9º posto in Lega Pro Prima Divisione/A                             |
| SPAL           | dettagli | Ferrara                 | Stadio Paolo Mazza           | 7º posto in Lega Pro Prima Divisione/B                             |
| Spezia         | dettagli | La Spezia               | Stadio Alberto Picco         | 2º posto in Lega Pro Seconda Divisione/A, promossa dopo i play-off |
| Südtirol       | dettagli | Bolzano                 | Stadio Druso (Bolzano)       | 1º posto in Lega Pro Seconda Divisione/A, promosso                 |
| Verona         | dettagli | Verona                  | Stadio Marcantonio Bentegodi | 3º posto in Lega Pro Prima Divisione/B                             |

### Allenatori
| Squadra        | Allenatore                                                                                    |             | Squadra                                                              | Allenatore      |
| -------------- | --------------------------------------------------------------------------------------------- | ----------- | -------------------------------------------------------------------- | --------------- |
| Alessandria    | Maurizio Sarri                                                                                |             | Pergocrema                                                           | Agenore Maurizi |
| Bassano Virtus | Osvaldo Jaconi                                                                                | Ravenna     | Vincenzo Esposito (1ª-8ª) Leonardo Rossi (9ª-34ª e play-out)         |                 |
| Como           | Carlo Garavaglia                                                                              | Reggiana    | Amedeo Mangone                                                       |                 |
| Cremonese      | Marco Baroni (1ª-10ª) Leonardo Acori (11ª-29ª) Mario Montorfano (30ª-34ª)                     | Salernitana | Roberto Breda                                                        |                 |
| Gubbio         | Vincenzo Torrente                                                                             | Sorrento    | Giovanni Simonelli                                                   |                 |
| Lumezzane      | Davide Nicola                                                                                 | SPAL        | Egidio Notaristefano (1ª-23ª) Gian Marco Remondina (24ª-34ª)         |                 |
| Monza          | Alessio De Petrillo (1ª-14ª) Corrado Verdelli (15ª-28ª) Gianfranco Motta (29ª-34ª e play-out) | Spezia      | Salvo Fulvio D'Adderio                                               |                 |
| Paganese       | Giuseppe Palumbo (1ª-16ª) Ezio Capuano (17ª-34ª)                                              | Sudtirol    | Alfredo Sebastiani (1ª-27ª) Maurizio Pellegrino (28ª-34ª e play-out) |                 |
| Pavia          | Gianluca Andrissi (1ª-26ª) Benito Carbone (27ª-34ª)                                           | Verona      | Giuseppe Giannini (1ª-12ª) Andrea Mandorlini (13ª-34ª e play-off)    |                 |

### Classifica finale
|  | Pos. | Squadra          | Pt | G  | V  | N  | P  | GF | GS | DR  |
|  | ---- | ---------------- | -- | -- | -- | -- | -- | -- | -- | --- |
|  | 1.   | Gubbio (-1)      | 65 | 34 | 20 | 6  | 8  | 48 | 31 | +17 |
|  | 2.   | Sorrento         | 58 | 34 | 16 | 10 | 8  | 61 | 43 | +18 |
|  | 3.   | Salernitana (-5) | 54 | 34 | 17 | 8  | 9  | 49 | 39 | +10 |
|  | 4.   | Verona           | 50 | 34 | 12 | 14 | 8  | 42 | 30 | +12 |
|  | 5.   | Spezia (-1)      | 47 | 34 | 12 | 12 | 10 | 38 | 33 | +5  |
|  | 6.   | Lumezzane (-1)   | 46 | 34 | 12 | 11 | 11 | 34 | 34 | 0   |
|  | 7.   | Reggiana         | 45 | 34 | 12 | 9  | 13 | 36 | 37 | -1  |
|  | 8.   | Como (-1)        | 44 | 34 | 10 | 15 | 9  | 41 | 40 | +1  |
|  | 9.   | SPAL (-1)        | 43 | 34 | 11 | 11 | 12 | 39 | 37 | +2  |
|  | 10.  | Cremonese        | 42 | 34 | 9  | 15 | 10 | 37 | 38 | -1  |
|  | 11.  | Bassano Virtus   | 42 | 34 | 10 | 12 | 12 | 26 | 29 | -3  |
|  | 12.  | Pavia            | 39 | 34 | 9  | 12 | 13 | 34 | 45 | -9  |
|  | 13.  | Ravenna (-7)     | 35 | 34 | 10 | 12 | 12 | 34 | 41 | -7  |
|  | 14.  | Pergocrema (-1)  | 35 | 34 | 7  | 15 | 12 | 30 | 35 | -5  |
|  | 15.  | Monza            | 32 | 34 | 7  | 11 | 16 | 35 | 50 | -15 |
|  | 16.  | Südtirol         | 32 | 34 | 7  | 11 | 16 | 28 | 43 | -16 |
|  | 17.  | Paganese         | 32 | 34 | 8  | 8  | 18 | 17 | 36 | -19 |
|  | 18.  | Alessandria (-2) | 55 | 34 | 15 | 12 | 7  | 40 | 28 | +12 |

Legenda:
      Promossa in Serie B 2011-2012.
 Qualificata ai play-off e play-out.
      Retrocessa in Lega Pro Seconda Divisione 2011-2012.
Regolamento:
Tre punti a vittoria, uno a pareggio, zero a sconfitta.
In caso di arrivo di due o più squadre a pari punti, la graduatoria verrà stilata secondo la classifica avulsa tra le squadre interessate che prevede, in ordine, i seguenti criteri:
- Punti negli scontri diretti
- Differenza reti negli scontri diretti
- Differenza reti generale
- Reti realizzate in generale
- Sorteggio

Note:
Il Ravenna ha scontato 7 punti di penalizzazione.
La Salernitana ha scontato 5 punti di penalizzazione.
L'Alessandria ha scontato 2 punti di penalizzazione.
Como, Gubbio, Lumezzane, Pergocrema, SPAL e Spezia hanno scontato 1 punto di penalizzazione.
L'Alessandria è stata retrocessa d'ufficio dall FIGC per illecito sportivo a fine campionato, dopo la disputa dei play-off e i play-out.
Il Monza è stato poi ripescato in Lega Pro Prima Divisione 2011-2012 al posto dell'Alessandria.
Il Südtirol è stato poi ripescato in Lega Pro Prima Divisione 2011-2012 a completamento di organici.

### Risultati

#### Tabellone
|             | Ale  | Bas  | Com  | Cre  | Gub  | Lum  | Mon  | Pag  | Pav  | Per  | Rav  | Reg  | SPA  | Sal  | Sor  | Spe  | Süd  | Ver  |
| ----------- | ---- | ---- | ---- | ---- | ---- | ---- | ---- | ---- | ---- | ---- | ---- | ---- | ---- | ---- | ---- | ---- | ---- | ---- |
| Alessandria | –––– | 1-0  | 0-0  | 1-0  | 2-0  | 1-1  | 0-0  | 1-0  | 2-0  | 2-1  | 2-1  | 0-1  | 1-0  | 3-1  | 3-3  | 3-1  | 0-0  | 2-1  |
| Bassano V.  | 0-1  | –––– | 2-2  | 0-0  | 0-1  | 0-1  | 2-1  | 1-0  | 0-0  | 1-0  | 2-0  | 0-0  | 2-3  | 2-0  | 2-1  | 0-0  | 0-0  | 1-1  |
| Como        | 0-0  | 0-1  | –––– | 1-0  | 0-1  | 3-0  | 2-4  | 0-0  | 4-2  | 1-1  | 1-2  | 0-2  | 2-3  | 2-1  | 3-2  | 2-1  | 0-0  | 1-1  |
| Cremonese   | 1-1  | 0-0  | 2-2  | –––– | 5-1  | 1-0  | 2-1  | 2-0  | 2-1  | 1-1  | 1-0  | 0-1  | 1-4  | 1-1  | 0-0  | 2-2  | 0-0  | 1-2  |
| Gubbio      | 1-0  | 1-1  | 1-1  | 1-0  | –––– | 1-0  | 4-0  | 3-1  | 1-0  | 0-2  | 0-0  | 2-1  | 1-1  | 3-1  | 1-0  | 2-1  | 4-0  | 2-1  |
| Lumezzane   | 0-3  | 3-1  | 2-2  | 2-2  | 0-2  | –––– | 1-0  | 2-0  | 1-1  | 1-1  | 0-0  | 2-2  | 1-0  | 1-3  | 1-2  | 2-1  | 1-0  | 1-1  |
| Monza       | 2-0  | 2-0  | 0-1  | 2-2  | 2-3  | 0-1  | –––– | 0-0  | 2-0  | 2-2  | 1-1  | 0-0  | 2-1  | 3-3  | 1-1  | 0-0  | 3-4  | 1-5  |
| Paganese    | 1-0  | 2-1  | 0-0  | 1-0  | 0-2  | 1-0  | 1-2  | –––– | 1-1  | 0-2  | 0-0  | 2-0  | 1-0  | 0-0  | 0-0  | 0-1  | 1-0  | 2-1  |
| Pavia       | 1-1  | 1-1  | 1-1  | 0-1  | 1-1  | 1-4  | 1-0  | 1-0  | –––– | 1-0  | 1-1  | 2-0  | 1-0  | 1-2  | 5-4  | 2-1  | 2-1  | 1-1  |
| Pergocrema  | 1-1  | 1-2  | 1-0  | 2-1  | 1-1  | 0-0  | 1-1  | 0-0  | 1-2  | –––– | 1-2  | 0-1  | 1-1  | 2-0  | 0-0  | 2-2  | 3-0  | 0-0  |
| Ravenna     | 0-1  | 1-1  | 1-1  | 0-0  | 2-1  | 2-1  | 1-0  | 1-0  | 2-0  | 3-1  | –––– | 2-0  | 1-1  | 1-1  | 2-2  | 0-1  | 0-1  | 0-1  |
| Reggiana    | 1-0  | 0-1  | 1-1  | 3-0  | 0-1  | 0-2  | 3-2  | 2-1  | 2-1  | 1-0  | 3-0  | –––– | 0-2  | 0-1  | 3-1  | 1-1  | 2-2  | 0-0  |
| SPAL        | 1-1  | 1-0  | 1-2  | 1-1  | 1-0  | 0-2  | 0-0  | 3-1  | 1-0  | 0-1  | 3-0  | 2-1  | –––– | 1-2  | 0-0  | 1-1  | 2-2  | 1-1  |
| Salernitana | 1-1  | 2-0  | 2-0  | 2-1  | 2-1  | 0-1  | 2-0  | 2-0  | 3-1  | 1-0  | 1-1  | 1-1  | 3-0  | –––– | 1-4  | 1-0  | 2-1  | 2-1  |
| Sorrento    | 4-3  | 0-1  | 3-0  | 2-3  | 2-1  | 2-0  | 1-0  | 1-0  | 0-0  | 4-0  | 3-2  | 4-3  | 2-1  | 2-2  | –––– | 2-0  | 3-2  | 2-0  |
| Spezia      | 1-1  | 1-0  | 1-1  | 1-2  | 2-0  | 0-0  | 3-0  | 1-0  | 2-2  | 1-1  | 4-1  | 2-0  | 0-0  | 2-1  | 2-1  | –––– | 1-0  | 1-0  |
| Südtirol    | 1-2  | 1-0  | 1-3  | 1-1  | 0-2  | 0-0  | 0-1  | 2-1  | 2-0  | 2-0  | 1-2  | 1-1  | 0-2  | 0-1  | 0-2  | 2-0  | –––– | 0-0  |
| Verona      | 2-0  | 1-1  | 0-2  | 1-1  | 1-2  | 1-0  | 2-0  | 4-0  | 0-0  | 0-0  | 4-2  | 1-0  | 3-1  | 2-1  | 1-1  | 1-0  | 1-1  | –––– |

#### Calendario
| andata (1ª) | andata (1ª) | 1ª giornata          | ritorno (18ª) | ritorno (18ª) |
|             |             |                      |               |               |
| 22 ago.     | 2-3         | Bassano V.-SPAL      | 0-1           | 19 dic.       |
| 22 ago.     | 1-2         | Como-Ravenna         | 1-1           | 19 dic.       |
| 22 ago.     | 5-1         | Cremonese-Gubbio     | 0-1           | 19 dic.       |
| 22 ago.     | 1-1         | Lumezzane-Pavia      | 4-1           | 19 dic.       |
| 22 ago.     | 2-2         | Monza-Pergocrema     | 1-1           | 5 gen.        |
| 22 ago.     | 2-1         | Paganese-Verona      | 0-4           | 20 dic.       |
| 22 ago.     | 2-2         | Sorrento-Salernitana | 4-1           | 19 dic.       |
| 23 ago.     | 1-1         | Spezia-Alessandria   | 1-3           | 19 dic.       |
| 22 ago.     | 1-1         | Südtirol-Reggiana    | 2-2           | 19 dic.       |

| andata (2ª) | andata (2ª) | 2ª giornata           | ritorno (19ª) | ritorno (19ª) |
|             |             |                       |               |               |
| 29 ago.     | 1-0         | Alessandria-Cremonese | 1-1           | 10 gen.       |
| 29 ago.     | 4-0         | Gubbio-Südtirol       | 2-0           | 9 gen.        |
| 29 ago.     | 1-0         | Pavia-Paganese        | 1-1           | 9 gen.        |
| 29 ago.     | 0-0         | Pergocrema-Sorrento   | 0-4           | 9 gen.        |
| 29 ago.     | 1-1         | Ravenna-Bassano V.    | 0-2           | 9 gen.        |
| 29 ago.     | 1-1         | Reggiana-Spezia       | 0-2           | 9 gen.        |
| 29 ago.     | 0-1         | Salernitana-Lumezzane | 3-1           | 30 gen.       |
| 29 ago.     | 0-0         | SPAL-Monza            | 1-2           | 9 gen.        |
| 30 ago.     | 0-2         | Verona-Como           | 1-1           | 9 gen.        |

| andata (1ª) | andata (1ª) | 1ª giornata          | ritorno (18ª) | ritorno (18ª) |
|             |             |                      |               |               |
| 22 ago.     | 2-3         | Bassano V.-SPAL      | 0-1           | 19 dic.       |
| 22 ago.     | 1-2         | Como-Ravenna         | 1-1           | 19 dic.       |
| 22 ago.     | 5-1         | Cremonese-Gubbio     | 0-1           | 19 dic.       |
| 22 ago.     | 1-1         | Lumezzane-Pavia      | 4-1           | 19 dic.       |
| 22 ago.     | 2-2         | Monza-Pergocrema     | 1-1           | 5 gen.        |
| 22 ago.     | 2-1         | Paganese-Verona      | 0-4           | 20 dic.       |
| 22 ago.     | 2-2         | Sorrento-Salernitana | 4-1           | 19 dic.       |
| 23 ago.     | 1-1         | Spezia-Alessandria   | 1-3           | 19 dic.       |
| 22 ago.     | 1-1         | Südtirol-Reggiana    | 2-2           | 19 dic.       |

| andata (2ª) | andata (2ª) | 2ª giornata           | ritorno (19ª) | ritorno (19ª) |
|             |             |                       |               |               |
| 29 ago.     | 1-0         | Alessandria-Cremonese | 1-1           | 10 gen.       |
| 29 ago.     | 4-0         | Gubbio-Südtirol       | 2-0           | 9 gen.        |
| 29 ago.     | 1-0         | Pavia-Paganese        | 1-1           | 9 gen.        |
| 29 ago.     | 0-0         | Pergocrema-Sorrento   | 0-4           | 9 gen.        |
| 29 ago.     | 1-1         | Ravenna-Bassano V.    | 0-2           | 9 gen.        |
| 29 ago.     | 1-1         | Reggiana-Spezia       | 0-2           | 9 gen.        |
| 29 ago.     | 0-1         | Salernitana-Lumezzane | 3-1           | 30 gen.       |
| 29 ago.     | 0-0         | SPAL-Monza            | 1-2           | 9 gen.        |
| 30 ago.     | 0-2         | Verona-Como           | 1-1           | 9 gen.        |

| andata (3ª) | andata (3ª) | 3ª giornata           | ritorno (20ª) | ritorno (20ª) |
|             |             |                       |               |               |
| 5 set.      | 1-1         | Como-Pergocrema       | 0-1           | 16 gen.       |
| 6 set.      | 1-4         | Cremonese-SPAL        | 1-1           | 16 gen.       |
| 5 set.      | 0-0         | Gubbio-Ravenna        | 1-2           | 16 gen.       |
| 5 set.      | 0-3         | Lumezzane-Alessandria | 1-1           | 16 gen.       |
| 5 set.      | 1-5         | Monza-Verona          | 0-2           | 16 gen.       |
| 5 set.      | 2-1         | Paganese-Bassano V.   | 0-1           | 16 gen.       |
| 5 set.      | 2-1         | Pavia-Spezia          | 2-2           | 16 gen.       |
| 5 set.      | 4-3         | Sorrento-Reggiana     | 1-3           | 16 gen.       |
| 5 set.      | 0-1         | Südtirol-Salernitana  | 1-2           | 16 gen.       |

| andata (4ª) | andata (4ª) | 4ª giornata          | ritorno (21ª) | ritorno (21ª) |
|             |             |                      |               |               |
| 12 set.     | 0-0         | Alessandria-Como     | 0-0           | 23 gen.       |
| 12 set.     | 2-1         | Bassano V.-Sorrento  | 1-0           | 23 gen.       |
| 12 set.     | 0-0         | Pergocrema-Lumezzane | 1-1           | 23 gen.       |
| 12 set.     | 0-0         | Ravenna-Cremonese    | 0-1           | 23 gen.       |
| 12 set.     | 3-2         | Reggiana-Monza       | 0-0           | 23 gen.       |
| 13 set.     | 2-0         | Salernitana-Paganese | 0-0           | 23 gen.       |
| 12 set.     | 1-0         | SPAL-Pavia           | 0-1           | 23 gen.       |
| 12 set.     | 2-0         | Spezia-Gubbio        | 1-2           | 23 gen.       |
| 12 set.     | 1-1         | Verona-Südtirol      | 0-0           | 23 gen.       |

| andata (3ª) | andata (3ª) | 3ª giornata           | ritorno (20ª) | ritorno (20ª) |
|             |             |                       |               |               |
| 5 set.      | 1-1         | Como-Pergocrema       | 0-1           | 16 gen.       |
| 6 set.      | 1-4         | Cremonese-SPAL        | 1-1           | 16 gen.       |
| 5 set.      | 0-0         | Gubbio-Ravenna        | 1-2           | 16 gen.       |
| 5 set.      | 0-3         | Lumezzane-Alessandria | 1-1           | 16 gen.       |
| 5 set.      | 1-5         | Monza-Verona          | 0-2           | 16 gen.       |
| 5 set.      | 2-1         | Paganese-Bassano V.   | 0-1           | 16 gen.       |
| 5 set.      | 2-1         | Pavia-Spezia          | 2-2           | 16 gen.       |
| 5 set.      | 4-3         | Sorrento-Reggiana     | 1-3           | 16 gen.       |
| 5 set.      | 0-1         | Südtirol-Salernitana  | 1-2           | 16 gen.       |

| andata (4ª) | andata (4ª) | 4ª giornata          | ritorno (21ª) | ritorno (21ª) |
|             |             |                      |               |               |
| 12 set.     | 0-0         | Alessandria-Como     | 0-0           | 23 gen.       |
| 12 set.     | 2-1         | Bassano V.-Sorrento  | 1-0           | 23 gen.       |
| 12 set.     | 0-0         | Pergocrema-Lumezzane | 1-1           | 23 gen.       |
| 12 set.     | 0-0         | Ravenna-Cremonese    | 0-1           | 23 gen.       |
| 12 set.     | 3-2         | Reggiana-Monza       | 0-0           | 23 gen.       |
| 13 set.     | 2-0         | Salernitana-Paganese | 0-0           | 23 gen.       |
| 12 set.     | 1-0         | SPAL-Pavia           | 0-1           | 23 gen.       |
| 12 set.     | 2-0         | Spezia-Gubbio        | 1-2           | 23 gen.       |
| 12 set.     | 1-1         | Verona-Südtirol      | 0-0           | 23 gen.       |

| andata (5ª) | andata (5ª) | 5ª giornata            | ritorno (22ª) | ritorno (22ª) |
|             |             |                        |               |               |
| 20 set.     | 0-2         | Como-Reggiana          | 1-1           | 6 feb.        |
| 19 set.     | 2-1         | Gubbio-Verona          | 2-1           | 6 feb.        |
| 19 set.     | 1-0         | Lumezzane-SPAL         | 2-0           | 6 feb.        |
| 19 set.     | 2-0         | Monza-Bassano V.       | 1-2           | 6 feb.        |
| 19 set.     | 1-0         | Paganese-Alessandria   | 0-1           | 6 feb.        |
| 19 set.     | 0-1         | Pavia-Cremonese        | 1-2           | 6 feb.        |
| 19 set.     | 2-0         | Pergocrema-Salernitana | 0-1           | 6 feb.        |
| 19 set.     | 3-2         | Sorrento-Ravenna       | 2-2           | 6 feb.        |
| 19 set.     | 2-0         | Südtirol-Spezia        | 0-1           | 6 feb.        |

| andata (6ª) | andata (6ª) | 6ª giornata           | ritorno (23ª) | ritorno (23ª) |
|             |             |                       |               |               |
| 26 set.     | 2-0         | Alessandria-Gubbio    | 0-1           | 13 feb.       |
| 26 set.     | 1-0         | Bassano V.-Pergocrema | 2-1           | 13 feb.       |
| 26 set.     | 1-0         | Cremonese-Lumezzane   | 2-2           | 13 feb.       |
| 26 set.     | 1-1         | Monza-Sorrento        | 0-1           | 13 feb.       |
| 26 set.     | 0-1         | Ravenna-Südtirol      | 2-1           | 13 feb.       |
| 26 set.     | 0-0         | Reggiana-Verona       | 0-1           | 14 feb.       |
| 26 set.     | 3-1         | Salernitana-Pavia     | 2-1           | 13 feb.       |
| 26 set.     | 3-1         | SPAL-Paganese         | 0-1           | 13 feb.       |
| 26 set.     | 1-1         | Spezia-Como           | 1-2           | 13 feb.       |

| andata (5ª) | andata (5ª) | 5ª giornata            | ritorno (22ª) | ritorno (22ª) |
|             |             |                        |               |               |
| 20 set.     | 0-2         | Como-Reggiana          | 1-1           | 6 feb.        |
| 19 set.     | 2-1         | Gubbio-Verona          | 2-1           | 6 feb.        |
| 19 set.     | 1-0         | Lumezzane-SPAL         | 2-0           | 6 feb.        |
| 19 set.     | 2-0         | Monza-Bassano V.       | 1-2           | 6 feb.        |
| 19 set.     | 1-0         | Paganese-Alessandria   | 0-1           | 6 feb.        |
| 19 set.     | 0-1         | Pavia-Cremonese        | 1-2           | 6 feb.        |
| 19 set.     | 2-0         | Pergocrema-Salernitana | 0-1           | 6 feb.        |
| 19 set.     | 3-2         | Sorrento-Ravenna       | 2-2           | 6 feb.        |
| 19 set.     | 2-0         | Südtirol-Spezia        | 0-1           | 6 feb.        |

| andata (6ª) | andata (6ª) | 6ª giornata           | ritorno (23ª) | ritorno (23ª) |
|             |             |                       |               |               |
| 26 set.     | 2-0         | Alessandria-Gubbio    | 0-1           | 13 feb.       |
| 26 set.     | 1-0         | Bassano V.-Pergocrema | 2-1           | 13 feb.       |
| 26 set.     | 1-0         | Cremonese-Lumezzane   | 2-2           | 13 feb.       |
| 26 set.     | 1-1         | Monza-Sorrento        | 0-1           | 13 feb.       |
| 26 set.     | 0-1         | Ravenna-Südtirol      | 2-1           | 13 feb.       |
| 26 set.     | 0-0         | Reggiana-Verona       | 0-1           | 14 feb.       |
| 26 set.     | 3-1         | Salernitana-Pavia     | 2-1           | 13 feb.       |
| 26 set.     | 3-1         | SPAL-Paganese         | 0-1           | 13 feb.       |
| 26 set.     | 1-1         | Spezia-Como           | 1-2           | 13 feb.       |

| andata (7ª) | andata (7ª) | 7ª giornata          | ritorno (24ª) | ritorno (24ª) |
|             |             |                      |               |               |
| 3 ott.      | 4-0         | Gubbio-Monza         | 3-2           | 20 feb.       |
| 3 ott.      | 2-2         | Lumezzane-Reggiana   | 2-0           | 20 feb.       |
| 3 ott.      | 0-0         | Paganese-Ravenna     | 0-1           | 20 feb.       |
| 3 ott.      | 1-1         | Pavia-Bassano V.     | 0-0           | 20 feb.       |
| 3 ott.      | 1-1         | Pergocrema-SPAL      | 1-0           | 20 feb.       |
| 3 ott.      | 1-0         | Salernitana-Spezia   | 1-2           | 20 feb.       |
| 3 ott.      | 3-0         | Sorrento-Como        | 2-3           | 20 feb.       |
| 3 ott.      | 1-2         | Südtirol-Alessandria | 0-0           | 20 feb.       |
| 4 ott.      | 1-1         | Verona-Cremonese     | 2-1           | 20 feb.       |

| andata (8ª) | andata (8ª) | 8ª giornata          | ritorno (25ª) | ritorno (25ª) |
|             |             |                      |               |               |
| 10 ott.     | 3-3         | Alessandria-Sorrento | 3-4           | 27 feb.       |
| 10 ott.     | 0-1         | Bassano V.-Lumezzane | 1-3           | 7 mar.        |
| 10 ott.     | 0-1         | Como-Gubbio          | 1-1           | 27 feb.       |
| 10 ott.     | 0-0         | Cremonese-Südtirol   | 1-1           | 27 feb.       |
| 10 ott.     | 2-0         | Monza-Pavia          | 0-1           | 27 feb.       |
| 10 ott.     | 0-1         | Ravenna-Verona       | 2-4           | 27 feb.       |
| 10 ott.     | 2-1         | Reggiana-Paganese    | 0-2           | 27 feb.       |
| 10 ott.     | 1-2         | SPAL-Salernitana     | 0-3           | 27 feb.       |
| 10 ott.     | 1-1         | Spezia-Pergocrema    | 2-2           | 27 feb.       |

| andata (7ª) | andata (7ª) | 7ª giornata          | ritorno (24ª) | ritorno (24ª) |
|             |             |                      |               |               |
| 3 ott.      | 4-0         | Gubbio-Monza         | 3-2           | 20 feb.       |
| 3 ott.      | 2-2         | Lumezzane-Reggiana   | 2-0           | 20 feb.       |
| 3 ott.      | 0-0         | Paganese-Ravenna     | 0-1           | 20 feb.       |
| 3 ott.      | 1-1         | Pavia-Bassano V.     | 0-0           | 20 feb.       |
| 3 ott.      | 1-1         | Pergocrema-SPAL      | 1-0           | 20 feb.       |
| 3 ott.      | 1-0         | Salernitana-Spezia   | 1-2           | 20 feb.       |
| 3 ott.      | 3-0         | Sorrento-Como        | 2-3           | 20 feb.       |
| 3 ott.      | 1-2         | Südtirol-Alessandria | 0-0           | 20 feb.       |
| 4 ott.      | 1-1         | Verona-Cremonese     | 2-1           | 20 feb.       |

| andata (8ª) | andata (8ª) | 8ª giornata          | ritorno (25ª) | ritorno (25ª) |
|             |             |                      |               |               |
| 10 ott.     | 3-3         | Alessandria-Sorrento | 3-4           | 27 feb.       |
| 10 ott.     | 0-1         | Bassano V.-Lumezzane | 1-3           | 7 mar.        |
| 10 ott.     | 0-1         | Como-Gubbio          | 1-1           | 27 feb.       |
| 10 ott.     | 0-0         | Cremonese-Südtirol   | 1-1           | 27 feb.       |
| 10 ott.     | 2-0         | Monza-Pavia          | 0-1           | 27 feb.       |
| 10 ott.     | 0-1         | Ravenna-Verona       | 2-4           | 27 feb.       |
| 10 ott.     | 2-1         | Reggiana-Paganese    | 0-2           | 27 feb.       |
| 10 ott.     | 1-2         | SPAL-Salernitana     | 0-3           | 27 feb.       |
| 10 ott.     | 1-1         | Spezia-Pergocrema    | 2-2           | 27 feb.       |

| andata (9ª) | andata (9ª) | 9ª giornata         | ritorno (26ª) | ritorno (26ª) |
|             |             |                     |               |               |
| 17 ott.     | 2-2         | Cremonese-Spezia    | 2-1           | 13 mar.       |
| 17 ott.     | 2-1         | Gubbio-Reggiana     | 1-0           | 13 mar.       |
| 17 ott.     | 2-2         | Lumezzane-Como      | 0-3           | 13 mar.       |
| 17 ott.     | 0-2         | Paganese-Pergocrema | 0-0           | 13 mar.       |
| 17 ott.     | 1-1         | Pavia-Ravenna       | 0-2           | 13 mar.       |
| 17 ott.     | 2-0         | Salernitana-Monza   | 3-3           | 13 mar.       |
| 17 ott.     | 2-1         | Sorrento-SPAL       | 0-0           | 13 mar.       |
| 17 ott.     | 1-0         | Südtirol-Bassano V. | 0-0           | 13 mar.       |
| 17 ott.     | 2-0         | Verona-Alessandria  | 1-2           | 13 mar.       |

| andata (10ª) | andata (10ª) | 10ª giornata           | ritorno (27ª) | ritorno (27ª) |
|              |              |                        |               |               |
| 24 ott.      | 2-0          | Bassano V.-Salernitana | 0-2           | 20 mar.       |
| 24 ott.      | 0-0          | Como-Südtirol          | 3-1           | 20 mar.       |
| 24 ott.      | 0-1          | Monza-Lumezzane        | 0-1           | 20 mar.       |
| 24 ott.      | 1-2          | Pergocrema-Pavia       | 0-1           | 21 mar.       |
| 25 ott.      | 0-1          | Ravenna-Alessandria    | 1-2           | 20 mar.       |
| 24 ott.      | 3-0          | Reggiana-Cremonese     | 1-0           | 20 mar.       |
| 24 ott.      | 1-0          | Sorrento-Paganese      | 0-0           | 20 mar.       |
| 24 ott.      | 1-0          | SPAL-Gubbio            | 1-1           | 20 mar.       |
| 24 ott.      | 1-0          | Spezia-Verona          | 0-1           | 20 mar.       |

| andata (9ª) | andata (9ª) | 9ª giornata         | ritorno (26ª) | ritorno (26ª) |
|             |             |                     |               |               |
| 17 ott.     | 2-2         | Cremonese-Spezia    | 2-1           | 13 mar.       |
| 17 ott.     | 2-1         | Gubbio-Reggiana     | 1-0           | 13 mar.       |
| 17 ott.     | 2-2         | Lumezzane-Como      | 0-3           | 13 mar.       |
| 17 ott.     | 0-2         | Paganese-Pergocrema | 0-0           | 13 mar.       |
| 17 ott.     | 1-1         | Pavia-Ravenna       | 0-2           | 13 mar.       |
| 17 ott.     | 2-0         | Salernitana-Monza   | 3-3           | 13 mar.       |
| 17 ott.     | 2-1         | Sorrento-SPAL       | 0-0           | 13 mar.       |
| 17 ott.     | 1-0         | Südtirol-Bassano V. | 0-0           | 13 mar.       |
| 17 ott.     | 2-0         | Verona-Alessandria  | 1-2           | 13 mar.       |

| andata (10ª) | andata (10ª) | 10ª giornata           | ritorno (27ª) | ritorno (27ª) |
|              |              |                        |               |               |
| 24 ott.      | 2-0          | Bassano V.-Salernitana | 0-2           | 20 mar.       |
| 24 ott.      | 0-0          | Como-Südtirol          | 3-1           | 20 mar.       |
| 24 ott.      | 0-1          | Monza-Lumezzane        | 0-1           | 20 mar.       |
| 24 ott.      | 1-2          | Pergocrema-Pavia       | 0-1           | 21 mar.       |
| 25 ott.      | 0-1          | Ravenna-Alessandria    | 1-2           | 20 mar.       |
| 24 ott.      | 3-0          | Reggiana-Cremonese     | 1-0           | 20 mar.       |
| 24 ott.      | 1-0          | Sorrento-Paganese      | 0-0           | 20 mar.       |
| 24 ott.      | 1-0          | SPAL-Gubbio            | 1-1           | 20 mar.       |
| 24 ott.      | 1-0          | Spezia-Verona          | 0-1           | 20 mar.       |

| andata (11ª) | andata (11ª) | 11ª giornata          | ritorno (28ª) | ritorno (28ª) |
|              |              |                       |               |               |
| 31 ott.      | 0-1          | Alessandria-Reggiana  | 0-1           | 27 mar.       |
| 31 ott.      | 1-1          | Cremonese-Salernitana | 1-2           | 27 mar.       |
| 31 ott.      | 0-2          | Gubbio-Pergocrema     | 1-1           | 27 mar.       |
| 31 ott.      | 1-2          | Lumezzane-Sorrento    | 0-2           | 27 mar.       |
| 31 ott.      | 1-2          | Paganese-Monza        | 0-0           | 27 mar.       |
| 31 ott.      | 1-1          | Pavia-Como            | 2-4           | 27 mar.       |
| 10 nov.      | 4-1          | Spezia-Ravenna        | 1-0           | 27 mar.       |
| 31 ott.      | 0-2          | Südtirol-SPAL         | 2-2           | 28 mar.       |
| 31 ott.      | 1-1          | Verona-Bassano V.     | 1-1           | 27 mar.       |

| andata (12ª) | andata (12ª) | 12ª giornata           | ritorno (29ª) | ritorno (29ª) |
|              |              |                        |               |               |
| 7 nov.       | 0-1          | Bassano V.-Gubbio      | 1-1           | 10 apr.       |
| 7 nov.       | 1-0          | Como-Cremonese         | 2-2           | 10 apr.       |
| 7 nov.       | 2-0          | Lumezzane-Paganese     | 0-1           | 10 apr.       |
| 7 nov.       | 3-4          | Monza-Südtirol         | 1-0           | 10 apr.       |
| 7 nov.       | 1-1          | Pergocrema-Alessandria | 1-2           | 10 apr.       |
| 7 nov.       | 2-0          | Ravenna-Reggiana       | 0-3           | 10 apr.       |
| 7 nov.       | 2-1          | Salernitana-Verona     | 1-2           | 10 apr.       |
| 7 nov.       | 0-0          | Sorrento-Pavia         | 4-5           | 10 apr.       |
| 7 nov.       | 1-1          | SPAL-Spezia            | 0-0           | 10 apr.       |

| andata (11ª) | andata (11ª) | 11ª giornata          | ritorno (28ª) | ritorno (28ª) |
|              |              |                       |               |               |
| 31 ott.      | 0-1          | Alessandria-Reggiana  | 0-1           | 27 mar.       |
| 31 ott.      | 1-1          | Cremonese-Salernitana | 1-2           | 27 mar.       |
| 31 ott.      | 0-2          | Gubbio-Pergocrema     | 1-1           | 27 mar.       |
| 31 ott.      | 1-2          | Lumezzane-Sorrento    | 0-2           | 27 mar.       |
| 31 ott.      | 1-2          | Paganese-Monza        | 0-0           | 27 mar.       |
| 31 ott.      | 1-1          | Pavia-Como            | 2-4           | 27 mar.       |
| 10 nov.      | 4-1          | Spezia-Ravenna        | 1-0           | 27 mar.       |
| 31 ott.      | 0-2          | Südtirol-SPAL         | 2-2           | 28 mar.       |
| 31 ott.      | 1-1          | Verona-Bassano V.     | 1-1           | 27 mar.       |

| andata (12ª) | andata (12ª) | 12ª giornata           | ritorno (29ª) | ritorno (29ª) |
|              |              |                        |               |               |
| 7 nov.       | 0-1          | Bassano V.-Gubbio      | 1-1           | 10 apr.       |
| 7 nov.       | 1-0          | Como-Cremonese         | 2-2           | 10 apr.       |
| 7 nov.       | 2-0          | Lumezzane-Paganese     | 0-1           | 10 apr.       |
| 7 nov.       | 3-4          | Monza-Südtirol         | 1-0           | 10 apr.       |
| 7 nov.       | 1-1          | Pergocrema-Alessandria | 1-2           | 10 apr.       |
| 7 nov.       | 2-0          | Ravenna-Reggiana       | 0-3           | 10 apr.       |
| 7 nov.       | 2-1          | Salernitana-Verona     | 1-2           | 10 apr.       |
| 7 nov.       | 0-0          | Sorrento-Pavia         | 4-5           | 10 apr.       |
| 7 nov.       | 1-1          | SPAL-Spezia            | 0-0           | 10 apr.       |

| andata (13ª) | andata (13ª) | 13ª giornata            | ritorno (30ª) | ritorno (30ª) |
|              |              |                         |               |               |
| 14 nov.      | 3-1          | Alessandria-Salernitana | 1-1           | 17 apr.       |
| 14 nov.      | 0-1          | Como-Bassano V.         | 2-2           | 17 apr.       |
| 14 nov.      | 2-0          | Cremonese-Paganese      | 0-1           | 17 apr.       |
| 14 nov.      | 1-0          | Gubbio-Pavia            | 1-1           | 17 apr.       |
| 14 nov.      | 2-1          | Ravenna-Lumezzane       | 0-0           | 17 apr.       |
| 14 nov.      | 0-2          | Reggiana-SPAL           | 1-2           | 17 apr.       |
| 15 nov.      | 3-0          | Spezia-Monza            | 0-0           | 17 apr.       |
| 14 nov.      | 2-0          | Südtirol-Pergocrema     | 0-3           | 17 apr.       |
| 1° dic.      | 1-1          | Verona-Sorrento         | 0-2           | 17 apr.       |

| andata (14ª) | andata (14ª) | 14ª giornata        | ritorno (31ª) | ritorno (31ª) |
|              |              |                     |               |               |
| 21 nov.      | 0-0          | Bassano V.-Spezia   | 0-1           | 23 apr.       |
| 21 nov.      | 0-2          | Lumezzane-Gubbio    | 0-1           | 23 apr.       |
| 21 nov.      | 2-2          | Monza-Cremonese     | 1-2           | 23 apr.       |
| 21 nov.      | 0-0          | Paganese-Como       | 0-0           | 23 apr.       |
| 21 nov.      | 1-1          | Pavia-Alessandria   | 0-2           | 23 apr.       |
| 21 nov.      | 0-1          | Pergocrema-Reggiana | 0-1           | 23 apr.       |
| 21 nov.      | 1-1          | Salernitana-Ravenna | 1-1           | 23 apr.       |
| 21 nov.      | 3-2          | Sorrento-Südtirol   | 2-0           | 23 apr.       |
| 21 nov.      | 1-1          | SPAL-Verona         | 1-3           | 23 apr.       |

| andata (13ª) | andata (13ª) | 13ª giornata            | ritorno (30ª) | ritorno (30ª) |
|              |              |                         |               |               |
| 14 nov.      | 3-1          | Alessandria-Salernitana | 1-1           | 17 apr.       |
| 14 nov.      | 0-1          | Como-Bassano V.         | 2-2           | 17 apr.       |
| 14 nov.      | 2-0          | Cremonese-Paganese      | 0-1           | 17 apr.       |
| 14 nov.      | 1-0          | Gubbio-Pavia            | 1-1           | 17 apr.       |
| 14 nov.      | 2-1          | Ravenna-Lumezzane       | 0-0           | 17 apr.       |
| 14 nov.      | 0-2          | Reggiana-SPAL           | 1-2           | 17 apr.       |
| 15 nov.      | 3-0          | Spezia-Monza            | 0-0           | 17 apr.       |
| 14 nov.      | 2-0          | Südtirol-Pergocrema     | 0-3           | 17 apr.       |
| 1° dic.      | 1-1          | Verona-Sorrento         | 0-2           | 17 apr.       |

| andata (14ª) | andata (14ª) | 14ª giornata        | ritorno (31ª) | ritorno (31ª) |
|              |              |                     |               |               |
| 21 nov.      | 0-0          | Bassano V.-Spezia   | 0-1           | 23 apr.       |
| 21 nov.      | 0-2          | Lumezzane-Gubbio    | 0-1           | 23 apr.       |
| 21 nov.      | 2-2          | Monza-Cremonese     | 1-2           | 23 apr.       |
| 21 nov.      | 0-0          | Paganese-Como       | 0-0           | 23 apr.       |
| 21 nov.      | 1-1          | Pavia-Alessandria   | 0-2           | 23 apr.       |
| 21 nov.      | 0-1          | Pergocrema-Reggiana | 0-1           | 23 apr.       |
| 21 nov.      | 1-1          | Salernitana-Ravenna | 1-1           | 23 apr.       |
| 21 nov.      | 3-2          | Sorrento-Südtirol   | 2-0           | 23 apr.       |
| 21 nov.      | 1-1          | SPAL-Verona         | 1-3           | 23 apr.       |

| andata (15ª) | andata (15ª) | 15ª giornata         | ritorno (32ª) | ritorno (32ª) |
|              |              |                      |               |               |
| 28 nov.      | 0-0          | Alessandria-Monza    | 0-2           | 1º mag.       |
| 28 nov.      | 2-1          | Como-Salernitana     | 0-2           | 1º mag.       |
| 28 nov.      | 1-1          | Cremonese-Pergocrema | 1-2           | 1º mag.       |
| 8 dic.       | 1-0          | Gubbio-Sorrento      | 1-2           | 1º mag.       |
| 23 dic.      | 1-1          | Ravenna-SPAL         | 0-3           | 1º mag.       |
| 29 nov.      | 0-1          | Reggiana-Bassano V.  | 0-0           | 1º mag.       |
| 28 nov.      | 1-0          | Spezia-Paganese      | 1-0           | 1º mag.       |
| 28 nov.      | 0-0          | Südtirol-Lumezzane   | 0-1           | 1º mag.       |
| 28 nov.      | 0-0          | Verona-Pavia         | 1-1           | 1º mag.       |

| andata (16ª) | andata (16ª) | 16ª giornata         | ritorno (33ª) | ritorno (33ª) |
|              |              |                      |               |               |
| 5 dic.       | 0-0          | Bassano V.-Cremonese | 0-0           | 8 mag.        |
| 5 dic.       | 1-1          | Lumezzane-Verona     | 0-1           | 8 mag.        |
| 5 dic.       | 0-1          | Monza-Como           | 4-2           | 8 mag.        |
| 5 dic.       | 0-2          | Paganese-Gubbio      | 1-3           | 8 mag.        |
| 5 dic.       | 2-1          | Pavia-Südtirol       | 0-2           | 8 mag.        |
| 5 dic.       | 1-2          | Pergocrema-Ravenna   | 1-3           | 8 mag.        |
| 5 dic.       | 1-1          | Salernitana-Reggiana | 1-0           | 8 mag.        |
| 5 dic.       | 2-0          | Sorrento-Spezia      | 1-2           | 8 mag.        |
| 5 dic.       | 1-1          | SPAL-Alessandria     | 0-1           | 8 mag.        |

| andata (15ª) | andata (15ª) | 15ª giornata         | ritorno (32ª) | ritorno (32ª) |
|              |              |                      |               |               |
| 28 nov.      | 0-0          | Alessandria-Monza    | 0-2           | 1º mag.       |
| 28 nov.      | 2-1          | Como-Salernitana     | 0-2           | 1º mag.       |
| 28 nov.      | 1-1          | Cremonese-Pergocrema | 1-2           | 1º mag.       |
| 8 dic.       | 1-0          | Gubbio-Sorrento      | 1-2           | 1º mag.       |
| 23 dic.      | 1-1          | Ravenna-SPAL         | 0-3           | 1º mag.       |
| 29 nov.      | 0-1          | Reggiana-Bassano V.  | 0-0           | 1º mag.       |
| 28 nov.      | 1-0          | Spezia-Paganese      | 1-0           | 1º mag.       |
| 28 nov.      | 0-0          | Südtirol-Lumezzane   | 0-1           | 1º mag.       |
| 28 nov.      | 0-0          | Verona-Pavia         | 1-1           | 1º mag.       |

| andata (16ª) | andata (16ª) | 16ª giornata         | ritorno (33ª) | ritorno (33ª) |
|              |              |                      |               |               |
| 5 dic.       | 0-0          | Bassano V.-Cremonese | 0-0           | 8 mag.        |
| 5 dic.       | 1-1          | Lumezzane-Verona     | 0-1           | 8 mag.        |
| 5 dic.       | 0-1          | Monza-Como           | 4-2           | 8 mag.        |
| 5 dic.       | 0-2          | Paganese-Gubbio      | 1-3           | 8 mag.        |
| 5 dic.       | 2-1          | Pavia-Südtirol       | 0-2           | 8 mag.        |
| 5 dic.       | 1-2          | Pergocrema-Ravenna   | 1-3           | 8 mag.        |
| 5 dic.       | 1-1          | Salernitana-Reggiana | 1-0           | 8 mag.        |
| 5 dic.       | 2-0          | Sorrento-Spezia      | 1-2           | 8 mag.        |
| 5 dic.       | 1-1          | SPAL-Alessandria     | 0-1           | 8 mag.        |

| \| andata (17ª) \| andata (17ª) \| 17ª giornata \| ritorno (34ª) \| ritorno (34ª) \| \| \| \| \| \| \| \| 12 dic. \| 1-0 \| Alessandria-Bassano V. \| 1-0 \| 15 mag. \| \| 12 dic. \| 2-3 \| Como-SPAL \| 2-1 \| 15 mag. \| \| 12 dic. \| 0-0 \| Cremonese-Sorrento \| 3-2 \| 15 mag. \| \| 12 dic. \| 3-1 \| Gubbio-Salernitana \| 1-2 \| 15 mag. \| \| 12 dic. \| 1-0 \| Ravenna-Monza \| 1-1 \| 15 mag. \| \| 12 dic. \| 2-1 \| Reggiana-Pavia \| 0-2 \| 15 mag. \| \| 12 dic. \| 0-0 \| Spezia-Lumezzane \| 1-2 \| 15 mag. \| \| 12 dic. \| 2-1 \| Südtirol-Paganese \| 0-1 \| 15 mag. \| \| 12 dic. \| 0-0 \| Verona-Pergocrema \| 0-0 \| 15 mag. \| |              |                        |               |               |
| andata (17ª) | andata (17ª) | 17ª giornata           | ritorno (34ª) | ritorno (34ª) |
| |              |                        |               |               |
| 12 dic. | 1-0          | Alessandria-Bassano V. | 1-0           | 15 mag.       |
| 12 dic. | 2-3          | Como-SPAL              | 2-1           | 15 mag.       |
| 12 dic. | 0-0          | Cremonese-Sorrento     | 3-2           | 15 mag.       |
| 12 dic. | 3-1          | Gubbio-Salernitana     | 1-2           | 15 mag.       |
| 12 dic. | 1-0          | Ravenna-Monza          | 1-1           | 15 mag.       |
| 12 dic. | 2-1          | Reggiana-Pavia         | 0-2           | 15 mag.       |
| 12 dic. | 0-0          | Spezia-Lumezzane       | 1-2           | 15 mag.       |
| 12 dic. | 2-1          | Südtirol-Paganese      | 0-1           | 15 mag.       |
| 12 dic. | 0-0          | Verona-Pergocrema      | 0-0           | 15 mag.       |

| andata (17ª) | andata (17ª) | 17ª giornata           | ritorno (34ª) | ritorno (34ª) |
|              |              |                        |               |               |
| 12 dic.      | 1-0          | Alessandria-Bassano V. | 1-0           | 15 mag.       |
| 12 dic.      | 2-3          | Como-SPAL              | 2-1           | 15 mag.       |
| 12 dic.      | 0-0          | Cremonese-Sorrento     | 3-2           | 15 mag.       |
| 12 dic.      | 3-1          | Gubbio-Salernitana     | 1-2           | 15 mag.       |
| 12 dic.      | 1-0          | Ravenna-Monza          | 1-1           | 15 mag.       |
| 12 dic.      | 2-1          | Reggiana-Pavia         | 0-2           | 15 mag.       |
| 12 dic.      | 0-0          | Spezia-Lumezzane       | 1-2           | 15 mag.       |
| 12 dic.      | 2-1          | Südtirol-Paganese      | 0-1           | 15 mag.       |
| 12 dic.      | 0-0          | Verona-Pergocrema      | 0-0           | 15 mag.       |

### Spareggi

#### Play-off

##### Tabellone
|  | Semifinali | Semifinali  | Semifinali | Semifinali | Semifinali |  |  | Finale | Finale      | Finale | Finale | Finale |  |
|  |            |             |            |            |            |  |  |        |             |        |        |        |  |
|  | 5          | Verona      | 2          | 1          | 3          |  |  |        |             |        |        |        |  |
|  | 2          | Sorrento    | 0          | 1          | 1          |  |  | 5      | Verona      | 2      | 0      | 2      |  |
|  | 4          | Salernitana | 1          | 3          | 4          |  |  | 4      | Salernitana | 0      | 1      | 1      |  |
|  | 3          | Alessandria | 1          | 1          | 2          |  |  |        |             |        |        |        |  |

##### Semifinali
|             | Risultati |             | Luogo e data               |
| ----------- | --------- | ----------- | -------------------------- |
| Verona      | 2-0       | Sorrento    | Verona, 29 maggio 2011     |
| Sorrento    | 1-1       | Verona      | Sorrento, 5 giugno 2011    |
|             |           |             |                            |
| Salernitana | 1-1       | Alessandria | Salerno, 29 maggio 2011    |
| Alessandria | 1-3       | Salernitana | Alessandria, 5 giugno 2011 |
|             |           |             |                            |

##### Finali
|             | Risultati |             | Luogo e data            |
| ----------- | --------- | ----------- | ----------------------- |
| Verona      | 2-0       | Salernitana | Verona, 12 giugno 2011  |
| Salernitana | 1-0       | Verona      | Salerno, 19 giugno 2011 |
|             |           |             |                         |

#### Play-out
I play-out si giocarono prima della sentenza che decretava la retrocessione all'ultimo posto dell'Alessandria. Pertanto le partite si disputarono tra le squadre classificatesi 14ª-15ª-16ª e 17º posto in classifica generale. Ovvero Südtirol, Ravenna, Monza e Pergocrema.La Paganese era considerata retrocessa in quanto ultima classificata.
|            | Risultati |            | Luogo e data            |
| ---------- | --------- | ---------- | ----------------------- |
| Südtirol   | 1-0       | Ravenna    | Bolzano, 29 maggio 2011 |
| Ravenna    | 2-1       | Südtirol   | Ravenna, 5 giugno 2011  |
|            |           |            |                         |
| Monza      | 1-0       | Pergocrema | Monza, 29 maggio 2011   |
| Pergocrema | 1-0       | Monza      | Crema, 5 giugno 2011    |
|            |           |            |                         |

### Statistiche

#### Squadre

##### Primati stagionali
Squadre
- Maggior numero di vittorie:  Gubbio (20)
- Minor numero di sconfitte:  Gubbio,  Sorrento e  Alessandria (7)
- Migliore attacco:  Sorrento (59 reti fatte)
- Miglior difesa:  Alessandria (28 reti subite)
- Miglior differenza reti:  Sorrento (+19)
- Maggior numero di pareggi:  Como (15)
- Minor numero di pareggi:  Gubbio (6)
- Minor numero di vittorie:  Pergocrema,  Sudtirol,  Monza (7)
- Maggior numero di sconfitte:  Paganese (18)
- Peggiore attacco:  Paganese (16 reti fatte)
- Peggior difesa:  Monza (49 reti subite)
- Peggior differenza reti:  Paganese (-20)

Partite
- Partita con più reti (9):

Pavia -  Sorrento 5-4
- Partita con maggiore scarto di reti (4):

Cremonese -  Gubbio 5-1
Gubbio -  Sudtirol 4-0
Monza -  Verona 1-5
Gubbio -  Monza 4-0
Verona -  Paganese 4-0
- Maggior numero di reti segnate in una giornata: 31 (1ª)
- Minor numero di reti segnate in una giornata: 13 (2ª)

## Girone B
Il girone B vede due grandi sorprese dalla Campania: termina al primo posto, a 72 punti, la Nocerina di Gaetano Auteri, che ritrova i cadetti dopo 32 anni di assenza; decisiva la gara contro il Foggia, in Puglia, per 1-0 il 23 aprile.
I play-off premiano un'altra campana: la Juve Stabia di Piero Braglia, che in semifinale elimina il Benevento (1-0, 1-1), e in finale affronta la rivelazione Atletico Roma. L'andata al Menti finisce a reti inviolate, e al ritorno al Flaminio vittoria dei stabiesi per 0-2, che tornano in B dopo 59 anni.
Retrocedono in Seconda Divisione la già condannata Cavese (i metelliani poi fallirono e ripartirono dalla Serie D) e, dopo i play-out, il Cosenza (sconfitto dal Viareggio 1-3, 0-1) e la Ternana (contro il Foligno 0-1 e 1-1) che però venne ripescata.
Infatti fallirono la stessa Atletico Roma come pure il Cosenza retrocesso, che fu escluso dalla Seconda Divisione e ripartì dalla D, la Lucchese che ripartì dall'Eccellenza, e il Gela che ripartì dalla Terza Categoria.

### Squadre partecipanti
| Club            | Stagione | Città                        | Stadio                        | Stagione precedente                                                |
| --------------- | -------- | ---------------------------- | ----------------------------- | ------------------------------------------------------------------ |
| Andria BAT      | dettagli | Andria (BT)                  | Stadio Degli Ulivi            | 14º posto in Lega Pro Prima Divisione/B                            |
| Atletico Roma   | dettagli | Roma                         | Stadio Flaminio               | 3º posto in Lega Pro Seconda Divisione/C, promosso dopo i play off |
| Barletta        | dettagli | Barletta                     | Stadio Cosimo Puttilli        | 5º posto in Lega Pro Seconda Divisione/C, ripescato                |
| Benevento       | dettagli | Benevento                    | Stadio Ciro Vigorito          | 5º posto in Lega Pro Prima Divisione/A                             |
| Cavese          | dettagli | Cava de' Tirreni (SA)        | Stadio Simonetta Lamberti     | 11º posto in Lega Pro Prima Divisione/B                            |
| Cosenza         | dettagli | Cosenza                      | Stadio San Vito               | 12º posto in Lega Pro Prima Divisione/B                            |
| Foggia          | dettagli | Foggia                       | Stadio Pino Zaccheria         | 15º posto in Lega Pro Prima Divisione/B                            |
| Foligno         | dettagli | Foligno (PG)                 | Stadio Enzo Blasone           | 13º posto in Lega Pro Prima Divisione/A                            |
| Gela            | dettagli | Gela (CL)                    | Stadio Vincenzo Presti        | 7º posto in Lega Pro Seconda Divisione/C, ripescato                |
| Juve Stabia     | dettagli | Castellammare di Stabia (NA) | Stadio Romeo Menti            | 1º posto in Lega Pro Seconda Divisione/C, promosso                 |
| Lucchese        | dettagli | Lucca                        | Stadio Porta Elisa            | 1º posto in Lega Pro Seconda Divisione/B, promosso                 |
| Nocerina        | dettagli | Nocera Inferiore (SA)        | Stadio San Francesco d'Assisi | 13º posto in Lega Pro Seconda Divisione/B, ripescata               |
| Pisa            | dettagli | Pisa                         | Stadio Romeo Anconetani       | 1º posto in Serie D/D, ripescata                                   |
| Siracusa        | dettagli | Siracusa                     | Stadio Nicola De Simone       | 6º posto in Lega Pro Seconda Divisione/C, ripescato                |
| Taranto         | dettagli | Taranto                      | Stadio Erasmo Iacovone        | 8º posto in Lega Pro Prima Divisione/B                             |
| Ternana         | dettagli | Terni                        | Stadio Libero Liberati        | 6º posto in Lega Pro Prima Divisione/B                             |
| Viareggio       | dettagli | Viareggio (LU)               | Stadio Torquato Bresciani     | 14º posto in Lega Pro Prima Divisione/A                            |
| Virtus Lanciano | dettagli | Lanciano (CH)                | Stadio Guido Biondi           | 9º posto in Lega Pro Prima Divisione/B                             |

### Allenatori
| Squadra       | Allenatore                                                                                                 |                 | Squadra                                                                        | Allenatore    |
| ------------- | --- | --------------- | ------------------------------------------------------------------------------ | ------------- |
| Andria BAT    | Aldo Papagni                                                                                               |                 | Juve Stabia                                                                    | Piero Braglia |
| Atletico Roma | Giuseppe Incocciati (1ª-30ª) Roberto Chiappara (31ª-34ª e play-off)                                        | Lucchese        | Giancarlo Favarin (1ª-10ª) Paolo Indiani (11ª-34ª)                             |               |
| Barletta      | Arcangelo Sciannimanico (1ª-21ª) Marco Cari (22ª-34ª)                                                      | Nocerina        | Gaetano Auteri                                                                 |               |
| Benevento     | Agatino Cuttone (1ª-16ª) Giuseppe Galderisi (17ª-34ª e play-off)                                           | Pisa            | Stefano Cuoghi (1ª-15ª) Leonardo Semplici (16ª-24ª) Dino Pagliari (25ª-34ª)    |               |
| Cavese        | Marco Rossi (1ª-23ª) Mauro Melotti (24ª-31ª) Franco Dellisanti (32ª-34ª)                                   | Siracusa        | Giuseppe Romano (1ª-5ª) Guido Ugolotti (6ª-34ª)                                |               |
| Cosenza       | Paolo Stringara (1ª-7ª) Mario Somma (8ª-20ª) Domenico Toscano (21ª-22ª) Luigi De Rosa (23ª-34ª e play-out) | Taranto         | Giuseppe Brucato (1ª-12ª) Davide Dionigi (13ª-34ª e play-off)                  |               |
| Foggia        | Zdeněk Zeman                                                                                               | Ternana         | Renzo Gobbo (1ª-8ª) Fernando Orsi (9ª-22ª) Bruno Giordano (23ª-34ª e play-out) |               |
| Foligno       | Salvatore Matrecano (1ª-17ª) Federico Giunti (18ª-30ª) Giovanni Pagliari (31ª-34ª e play-out)              | Viareggio       | Giuseppe Scienza                                                               |               |
| Gela          | Nicola Provenza (1ª-20ª) Gianluigi Di Mauro (21ª) Alfonso Ammirata (22ª-34ª)                               | Virtus Lanciano | Andrea Camplone                                                                |               |

### Classifica finale
|  | Pos. | Squadra         | Pt | G  | V  | N  | P  | GF | GS | DR  |
|  | ---- | --------------- | -- | -- | -- | -- | -- | -- | -- | --- |
|  | 1.   | Nocerina        | 72 | 34 | 21 | 9  | 4  | 52 | 30 | +22 |
|  | 2.   | Benevento       | 61 | 34 | 17 | 10 | 7  | 53 | 40 | +13 |
|  | 3.   | Atletico Roma   | 57 | 34 | 17 | 6  | 11 | 52 | 33 | +19 |
|  | 4.   | Taranto         | 55 | 34 | 14 | 13 | 7  | 36 | 28 | +8  |
|  | 5.   | Juve Stabia     | 55 | 34 | 16 | 7  | 11 | 43 | 35 | +8  |
|  | 6.   | Foggia (-2)     | 45 | 34 | 14 | 5  | 15 | 67 | 58 | +9  |
|  | 7.   | Lucchese        | 44 | 34 | 12 | 8  | 14 | 42 | 38 | +4  |
|  | 8.   | Virtus Lanciano | 44 | 34 | 9  | 17 | 8  | 28 | 31 | -3  |
|  | 9.   | Siracusa        | 44 | 34 | 12 | 8  | 14 | 32 | 38 | -6  |
|  | 10.  | Pisa            | 43 | 34 | 10 | 13 | 11 | 39 | 40 | -1  |
|  | 11.  | Barletta        | 40 | 34 | 9  | 13 | 12 | 32 | 38 | -6  |
|  | 12.  | Gela            | 40 | 34 | 10 | 10 | 14 | 31 | 42 | -11 |
|  | 13.  | Andria BAT      | 39 | 34 | 10 | 9  | 15 | 31 | 37 | -6  |
|  | 14.  | Cosenza (-6)    | 38 | 34 | 10 | 14 | 10 | 36 | 38 | -2  |
|  | 15.  | Ternana (-2)    | 36 | 34 | 9  | 11 | 14 | 30 | 45 | -15 |
|  | 16.  | Foligno (-4)    | 31 | 34 | 8  | 11 | 15 | 36 | 45 | -9  |
|  | 17.  | Viareggio       | 31 | 34 | 6  | 13 | 15 | 30 | 44 | -14 |
|  | 18.  | Cavese (-6)     | 29 | 34 | 8  | 11 | 15 | 31 | 41 | -10 |

Legenda:
      Promossa in Serie B 2011-2012.
 Qualificata ai play-off o ai play-out.
      Retrocessa in Lega Pro Seconda Divisione 2011-2012.
Regolamento:
Tre punti a vittoria, uno a pareggio, zero a sconfitta.
In caso di arrivo di due o più squadre a pari punti, la graduatoria verrà stilata secondo la classifica avulsa tra le squadre interessate che prevede, in ordine, i seguenti criteri:
- Punti negli scontri diretti
- Differenza reti negli scontri diretti
- Differenza reti generale
- Reti realizzate in generale
- Sorteggio

Note:
La Cavese e il Cosenza hanno scontato 6 punti di penalizzazione.
Il Foligno ha scontato 4 punti di penalizzazione
Il Foggia e la Ternana hanno scontato 2 punti di penalizzazione
La Ternana è stata poi ripescata in Lega Pro Prima Divisione 2011-2012

### Risultati

#### Tabellone
|               | And  | ARo  | Bar  | Ben  | Cav  | Cos  | Fog  | Fol  | Gel  | Juv  | Luc  | Noc  | Pis  | Sir  | Tar  | Ter  | VLa  | Via  |
| ------------- | ---- | ---- | ---- | ---- | ---- | ---- | ---- | ---- | ---- | ---- | ---- | ---- | ---- | ---- | ---- | ---- | ---- | ---- |
| Andria BAT    | –––– | 1-1  | 0-0  | 1-1  | 1-0  | 1-1  | 0-1  | 2-1  | 4-1  | 0-1  | 1-1  | 0-1  | 3-0  | 1-0  | 0-0  | 0-1  | 0-0  | 0-0  |
| Atletico Roma | 0-1  | –––– | 3-0  | 3-0  | 6-0  | 4-1  | 3-3  | 1-2  | 1-2  | 1-0  | 1-2  | 2-3  | 3-1  | 2-1  | 1-0  | 0-0  | 0-0  | 2-1  |
| Barletta      | 3-2  | 0-0  | –––– | 1-1  | 3-3  | 2-0  | 1-2  | 3-2  | 0-0  | 0-2  | 1-0  | 1-2  | 1-1  | 1-0  | 0-0  | 1-2  | 0-2  | 0-0  |
| Benevento     | 2-0  | 2-0  | 1-2  | –––– | 1-0  | 3-1  | 4-3  | 2-0  | 2-1  | 1-1  | 2-1  | 1-1  | 1-0  | 1-0  | 0-0  | 3-1  | 1-1  | 2-2  |
| Cavese        | 3-0  | 0-2  | 1-0  | 2-3  | –––– | 2-2  | 0-3  | 2-2  | 1-1  | 2-0  | 1-0  | 0-2  | 0-1  | 3-1  | 1-1  | 0-0  | 0-0  | 2-0  |
| Cosenza       | 0-1  | 1-0  | 1-1  | 1-2  | 0-0  | –––– | 1-0  | 1-0  | 2-0  | 2-1  | 2-4  | 1-1  | 0-0  | 1-2  | 0-0  | 1-1  | 1-1  | 2-1  |
| Foggia        | 2-1  | 3-1  | 0-2  | 2-1  | 2-1  | 1-2  | –––– | 4-4  | 2-2  | 4-1  | 2-3  | 0-1  | 3-1  | 0-2  | 0-0  | 4-0  | 5-2  | 2-2  |
| Foligno       | 0-1  | 0-1  | 0-2  | 2-2  | 0-1  | 0-0  | 2-1  | –––– | 1-4  | 1-1  | 1-0  | 0-1  | 1-1  | 1-1  | 0-0  | 0-0  | 1-1  | 2-0  |
| Gela          | 2-1  | 1-2  | 0-1  | 0-1  | 2-1  | 1-3  | 2-1  | 0-0  | –––– | 0-0  | 3-0  | 2-1  | 2-1  | 1-0  | 0-0  | 0-0  | 1-1  | 0-0  |
| Juve Stabia   | 3-1  | 3-2  | 1-0  | 2-1  | 2-1  | 2-1  | 0-2  | 0-2  | 0-1  | –––– | 4-1  | 2-2  | 1-0  | 5-0  | 0-3  | 2-0  | 1-0  | 1-0  |
| Lucchese      | 1-1  | 0-2  | 2-0  | 1-2  | 1-0  | 0-1  | 4-2  | 3-0  | 3-0  | 0-0  | –––– | 0-0  | 1-1  | 4-2  | 0-1  | 4-0  | 2-0  | 0-0  |
| Nocerina      | 1-0  | 2-1  | 2-1  | 3-3  | 0-0  | 2-1  | 3-1  | 3-1  | 1-0  | 1-2  | 2-1  | –––– | 3-2  | 0-0  | 1-0  | 1-0  | 1-1  | 3-1  |
| Pisa          | 2-1  | 0-2  | 2-2  | 1-1  | 1-0  | 2-2  | 1-2  | 1-0  | 4-0  | 1-1  | 2-0  | 1-1  | –––– | 2-0  | 2-1  | 1-0  | 1-1  | 1-0  |
| Siracusa      | 0-1  | 0-1  | 1-0  | 1-0  | 1-0  | 1-1  | 1-0  | 2-1  | 2-0  | 1-1  | 1-0  | 2-0  | 2-2  | –––– | 1-0  | 2-2  | 0-0  | 2-1  |
| Taranto       | 3-2  | 0-1  | 2-2  | 3-1  | 1-0  | 1-0  | 2-1  | 1-3  | 2-1  | 1-0  | 2-1  | 2-1  | 2-1  | 2-2  | –––– | 1-0  | 1-1  | 1-0  |
| Ternana       | 2-3  | 1-2  | 2-0  | 1-3  | 1-1  | 0-0  | 3-2  | 0-2  | 2-0  | 2-1  | 0-1  | 0-3  | 1-0  | 2-1  | 3-3  | –––– | 0-0  | 3-2  |
| V.Lanciano    | 1-0  | 1-0  | 0-0  | 1-0  | 0-2  | 0-2  | 5-3  | 2-1  | 1-0  | 1-0  | 0-0  | 1-2  | 1-1  | 1-0  | 0-0  | 0-0  | –––– | 1-2  |
| Viareggio     | 2-0  | 1-1  | 1-1  | 1-2  | 1-1  | 1-1  | 0-4  | 1-3  | 1-1  | 0-2  | 1-1  | 0-1  | 1-1  | 1-0  | 2-0  | 1-0  | 3-1  | –––– |

#### Calendario
| andata (1ª) | andata (1ª) | 1ª giornata          | ritorno (18ª) | ritorno (18ª) |
|             |             |                      |               |               |
| 22 ago.     | 0-0         | Andria BAT-Viareggio | 0-2           | 19 dic.       |
| 22 ago.     | 2-1         | Benevento-Gela       | 1-0           | 19 dic.       |
| 22 ago.     | 0-3         | Cavese-Foggia        | 1-2           | 19 dic.       |
| 22 ago.     | 2-1         | Cosenza-Juve Stabia  | 1-2           | 19 dic.       |
| 22 ago.     | 1-1         | Foligno-V. Lanciano  | 1-2           | 19 dic.       |
| 22 ago.     | 2-0         | Lucchese-Barletta    | 0-1           | 19 dic.       |
| 22 ago.     | 1-1         | Pisa-Nocerina        | 2-3           | 19 dic.       |
| 22 ago.     | 0-1         | Siracusa-Atl. Roma   | 1-2           | 18 dic.       |
| 22 ago.     | 1-0         | Taranto-Ternana      | 3-3           | 19 dic.       |

| andata (2ª) | andata (2ª) | 2ª giornata           | ritorno (19ª) | ritorno (19ª) |
|             |             |                       |               |               |
| 29 ago.     | 1-0         | Atl. Roma-Taranto     | 1-0           | 9 gen.        |
| 29 ago.     | 1-1         | Barletta-Pisa         | 2-2           | 9 gen.        |
| 29 ago.     | 2-3         | Foggia-Lucchese       | 2-4           | 9 gen.        |
| 29 ago.     | 2-1         | Gela-Andria BAT       | 1-4           | 9 gen.        |
| 29 ago.     | 0-2         | Juve Stabia-Foligno   | 1-1           | 9 gen.        |
| 29 ago.     | 0-0         | Nocerina-Cavese       | 2-0           | 9 gen.        |
| 30 ago.     | 0-0         | Ternana-Cosenza       | 1-1           | 9 gen.        |
| 29 ago.     | 1-0         | Viareggio-Siracusa    | 1-2           | 9 gen.        |
| 29 ago.     | 1-0         | V. Lanciano-Benevento | 1-1           | 9 gen.        |

| andata (1ª) | andata (1ª) | 1ª giornata          | ritorno (18ª) | ritorno (18ª) |
|             |             |                      |               |               |
| 22 ago.     | 0-0         | Andria BAT-Viareggio | 0-2           | 19 dic.       |
| 22 ago.     | 2-1         | Benevento-Gela       | 1-0           | 19 dic.       |
| 22 ago.     | 0-3         | Cavese-Foggia        | 1-2           | 19 dic.       |
| 22 ago.     | 2-1         | Cosenza-Juve Stabia  | 1-2           | 19 dic.       |
| 22 ago.     | 1-1         | Foligno-V. Lanciano  | 1-2           | 19 dic.       |
| 22 ago.     | 2-0         | Lucchese-Barletta    | 0-1           | 19 dic.       |
| 22 ago.     | 1-1         | Pisa-Nocerina        | 2-3           | 19 dic.       |
| 22 ago.     | 0-1         | Siracusa-Atl. Roma   | 1-2           | 18 dic.       |
| 22 ago.     | 1-0         | Taranto-Ternana      | 3-3           | 19 dic.       |

| andata (2ª) | andata (2ª) | 2ª giornata           | ritorno (19ª) | ritorno (19ª) |
|             |             |                       |               |               |
| 29 ago.     | 1-0         | Atl. Roma-Taranto     | 1-0           | 9 gen.        |
| 29 ago.     | 1-1         | Barletta-Pisa         | 2-2           | 9 gen.        |
| 29 ago.     | 2-3         | Foggia-Lucchese       | 2-4           | 9 gen.        |
| 29 ago.     | 2-1         | Gela-Andria BAT       | 1-4           | 9 gen.        |
| 29 ago.     | 0-2         | Juve Stabia-Foligno   | 1-1           | 9 gen.        |
| 29 ago.     | 0-0         | Nocerina-Cavese       | 2-0           | 9 gen.        |
| 30 ago.     | 0-0         | Ternana-Cosenza       | 1-1           | 9 gen.        |
| 29 ago.     | 1-0         | Viareggio-Siracusa    | 1-2           | 9 gen.        |
| 29 ago.     | 1-0         | V. Lanciano-Benevento | 1-1           | 9 gen.        |

| andata (3ª) | andata (3ª) | 3ª giornata          | ritorno (20ª) | ritorno (20ª) |
|             |             |                      |               |               |
| 5 set.      | 0-2         | Barletta-Juve Stabia | 0-1           | 16 gen.       |
| 5 set.      | 1-1         | Benevento-Nocerina   | 3-3           | 17 gen.       |
| 5 set.      | 2-2         | Cavese-Cosenza       | 0-0           | 16 gen.       |
| 5 set.      | 2-0         | Foligno-Viareggio    | 3-1           | 16 gen.       |
| 5 set.      | 4-0         | Lucchese-Ternana     | 1-0           | 16 gen.       |
| 5 set.      | 0-2         | Pisa-Atl. Roma       | 1-3           | 15 gen.       |
| 5 set.      | 0-1         | Siracusa-Andria BAT  | 0-1           | 16 gen.       |
| 5 set.      | 2-1         | Taranto-Gela         | 0-0           | 16 gen.       |
| 5 set.      | 5-3         | V. Lanciano-Foggia   | 2-5           | 16 gen.       |

| andata (4ª) | andata (4ª) | 4ª giornata           | ritorno (21ª) | ritorno (21ª) |
|             |             |                       |               |               |
| 12 set.     | 1-1         | Andria BAT-Lucchese   | 1-1           | 23 gen.       |
| 12 set.     | 3-0         | Atl. Roma-Benevento   | 0-2           | 23 gen.       |
| 12 set.     | 0-0         | Cosenza-Taranto       | 0-1           | 23 gen.       |
| 12 set.     | 4-4         | Foggia-Foligno        | 1-2           | 23 gen.       |
| 12 set.     | 2-1         | Gela-Cavese           | 1-1           | 23 gen.       |
| 12 set.     | 5-0         | Juve Stabia-Siracusa  | 1-1           | 23 gen.       |
| 12 set.     | 2-1         | Nocerina-Barletta     | 2-1           | 23 gen.       |
| 12 set.     | 1-0         | Ternana-Pisa          | 0-1           | 24 gen.       |
| 12 set.     | 3-1         | Viareggio-V. Lanciano | 2-1           | 30 gen.       |

| andata (3ª) | andata (3ª) | 3ª giornata          | ritorno (20ª) | ritorno (20ª) |
|             |             |                      |               |               |
| 5 set.      | 0-2         | Barletta-Juve Stabia | 0-1           | 16 gen.       |
| 5 set.      | 1-1         | Benevento-Nocerina   | 3-3           | 17 gen.       |
| 5 set.      | 2-2         | Cavese-Cosenza       | 0-0           | 16 gen.       |
| 5 set.      | 2-0         | Foligno-Viareggio    | 3-1           | 16 gen.       |
| 5 set.      | 4-0         | Lucchese-Ternana     | 1-0           | 16 gen.       |
| 5 set.      | 0-2         | Pisa-Atl. Roma       | 1-3           | 15 gen.       |
| 5 set.      | 0-1         | Siracusa-Andria BAT  | 0-1           | 16 gen.       |
| 5 set.      | 2-1         | Taranto-Gela         | 0-0           | 16 gen.       |
| 5 set.      | 5-3         | V. Lanciano-Foggia   | 2-5           | 16 gen.       |

| andata (4ª) | andata (4ª) | 4ª giornata           | ritorno (21ª) | ritorno (21ª) |
|             |             |                       |               |               |
| 12 set.     | 1-1         | Andria BAT-Lucchese   | 1-1           | 23 gen.       |
| 12 set.     | 3-0         | Atl. Roma-Benevento   | 0-2           | 23 gen.       |
| 12 set.     | 0-0         | Cosenza-Taranto       | 0-1           | 23 gen.       |
| 12 set.     | 4-4         | Foggia-Foligno        | 1-2           | 23 gen.       |
| 12 set.     | 2-1         | Gela-Cavese           | 1-1           | 23 gen.       |
| 12 set.     | 5-0         | Juve Stabia-Siracusa  | 1-1           | 23 gen.       |
| 12 set.     | 2-1         | Nocerina-Barletta     | 2-1           | 23 gen.       |
| 12 set.     | 1-0         | Ternana-Pisa          | 0-1           | 24 gen.       |
| 12 set.     | 3-1         | Viareggio-V. Lanciano | 2-1           | 30 gen.       |

| andata (5ª) | andata (5ª) | 5ª giornata        | ritorno (22ª) | ritorno (22ª) |
|             |             |                    |               |               |
| 19 set.     | 1-2         | Barletta-Foggia    | 2-0           | 6 feb.        |
| 19 set.     | 1-0         | Benevento-Siracusa | 0-1           | 6 feb.        |
| 19 set.     | 0-0         | Cavese-Ternana     | 1-1           | 6 feb.        |
| 19 set.     | 0-1         | Foligno-Atl. Roma  | 2-1           | 7 feb.        |
| 19 set.     | 0-1         | Lucchese-Cosenza   | 4-2           | 6 feb.        |
| 19 set.     | 3-1         | Nocerina-Viareggio | 1-0           | 6 feb.        |
| 19 set.     | 1-1         | Pisa-Juve Stabia   | 0-1           | 6 feb.        |
| 19 set.     | 3-2         | Taranto-Andria BAT | 0-0           | 7 feb.        |
| 19 set.     | 1-0         | V. Lanciano-Gela   | 1-1           | 6 feb.        |

| andata (6ª) | andata (6ª) | 6ª giornata           | ritorno (23ª) | ritorno (23ª) |
|             |             |                       |               |               |
| 26 set.     | 2-1         | Andria BAT-Foligno    | 1-0           | 13 feb.       |
| 29 set.     | 0-0         | Atl. Roma-V. Lanciano | 0-1           | 13 feb.       |
| 26 set.     | 0-0         | Cosenza-Pisa          | 2-2           | 13 feb.       |
| 26 set.     | 3-0         | Gela-Lucchese         | 0-3           | 13 feb.       |
| 26 set.     | 0-2         | Juve Stabia-Foggia    | 1-4           | 13 feb.       |
| 26 set.     | 2-0         | Siracusa-Nocerina     | 0-0           | 13 feb.       |
| 27 set.     | 1-0         | Taranto-Cavese        | 1-1           | 13 feb.       |
| 26 set.     | 2-0         | Ternana-Barletta      | 2-1           | 13 feb.       |
| 26 set.     | 1-2         | Viareggio-Benevento   | 2-2           | 13 feb.       |

| andata (5ª) | andata (5ª) | 5ª giornata        | ritorno (22ª) | ritorno (22ª) |
|             |             |                    |               |               |
| 19 set.     | 1-2         | Barletta-Foggia    | 2-0           | 6 feb.        |
| 19 set.     | 1-0         | Benevento-Siracusa | 0-1           | 6 feb.        |
| 19 set.     | 0-0         | Cavese-Ternana     | 1-1           | 6 feb.        |
| 19 set.     | 0-1         | Foligno-Atl. Roma  | 2-1           | 7 feb.        |
| 19 set.     | 0-1         | Lucchese-Cosenza   | 4-2           | 6 feb.        |
| 19 set.     | 3-1         | Nocerina-Viareggio | 1-0           | 6 feb.        |
| 19 set.     | 1-1         | Pisa-Juve Stabia   | 0-1           | 6 feb.        |
| 19 set.     | 3-2         | Taranto-Andria BAT | 0-0           | 7 feb.        |
| 19 set.     | 1-0         | V. Lanciano-Gela   | 1-1           | 6 feb.        |

| andata (6ª) | andata (6ª) | 6ª giornata           | ritorno (23ª) | ritorno (23ª) |
|             |             |                       |               |               |
| 26 set.     | 2-1         | Andria BAT-Foligno    | 1-0           | 13 feb.       |
| 29 set.     | 0-0         | Atl. Roma-V. Lanciano | 0-1           | 13 feb.       |
| 26 set.     | 0-0         | Cosenza-Pisa          | 2-2           | 13 feb.       |
| 26 set.     | 3-0         | Gela-Lucchese         | 0-3           | 13 feb.       |
| 26 set.     | 0-2         | Juve Stabia-Foggia    | 1-4           | 13 feb.       |
| 26 set.     | 2-0         | Siracusa-Nocerina     | 0-0           | 13 feb.       |
| 27 set.     | 1-0         | Taranto-Cavese        | 1-1           | 13 feb.       |
| 26 set.     | 2-0         | Ternana-Barletta      | 2-1           | 13 feb.       |
| 26 set.     | 1-2         | Viareggio-Benevento   | 2-2           | 13 feb.       |

| andata (7ª) | andata (7ª) | 7ª giornata             | ritorno (24ª) | ritorno (24ª) |
|             |             |                         |               |               |
| 3 ott.      | 2-0         | Barletta-Cosenza        | 1-1           | 20 feb.       |
| 3 ott.      | 3-1         | Benevento-Ternana       | 3-1           | 20 feb.       |
| 3 ott.      | 3-1         | Cavese-Siracusa         | 0-1           | 20 feb.       |
| 3 ott.      | 2-2         | Foggia-Viareggio        | 4-0           | 19 feb.       |
| 3 ott.      | 1-4         | Foligno-Gela            | 0-0           | 20 feb.       |
| 3 ott.      | 0-2         | Lucchese-Atl. Roma      | 2-1           | 19 feb.       |
| 3 ott.      | 1-0         | Nocerina-Andria BAT     | 1-0           | 20 feb.       |
| 3 ott.      | 2-1         | Pisa-Taranto            | 1-2           | 20 feb.       |
| 3 ott.      | 1-0         | V. Lanciano-Juve Stabia | 0-1           | 20 feb.       |

| andata (8ª) | andata (8ª) | 8ª giornata            | ritorno (25ª) | ritorno (25ª) |
|             |             |                        |               |               |
| 10 ott.     | 0-0         | Andria BAT-V. Lanciano | 0-1           | 27 feb.       |
| 10 ott.     | 2-3         | Atl. Roma-Nocerina     | 1-2           | 27 feb.       |
| 11 ott.     | 1-2         | Cosenza-Benevento      | 1-3           | 28 feb.       |
| 10 ott.     | 2-1         | Gela-Foggia            | 2-2           | 27 feb.       |
| 10 ott.     | 1-0         | Juve Stabia-Viareggio  | 2-0           | 27 feb.       |
| 10 ott.     | 1-0         | Pisa-Cavese            | 1-0           | 27 feb.       |
| 10 ott.     | 1-0         | Siracusa-Barletta      | 0-1           | 27 feb.       |
| 10 ott.     | 2-1         | Taranto-Lucchese       | 1-0           | 27 feb.       |
| 10 ott.     | 0-2         | Ternana-Foligno        | 0-0           | 27 feb.       |

| andata (7ª) | andata (7ª) | 7ª giornata             | ritorno (24ª) | ritorno (24ª) |
|             |             |                         |               |               |
| 3 ott.      | 2-0         | Barletta-Cosenza        | 1-1           | 20 feb.       |
| 3 ott.      | 3-1         | Benevento-Ternana       | 3-1           | 20 feb.       |
| 3 ott.      | 3-1         | Cavese-Siracusa         | 0-1           | 20 feb.       |
| 3 ott.      | 2-2         | Foggia-Viareggio        | 4-0           | 19 feb.       |
| 3 ott.      | 1-4         | Foligno-Gela            | 0-0           | 20 feb.       |
| 3 ott.      | 0-2         | Lucchese-Atl. Roma      | 2-1           | 19 feb.       |
| 3 ott.      | 1-0         | Nocerina-Andria BAT     | 1-0           | 20 feb.       |
| 3 ott.      | 2-1         | Pisa-Taranto            | 1-2           | 20 feb.       |
| 3 ott.      | 1-0         | V. Lanciano-Juve Stabia | 0-1           | 20 feb.       |

| andata (8ª) | andata (8ª) | 8ª giornata            | ritorno (25ª) | ritorno (25ª) |
|             |             |                        |               |               |
| 10 ott.     | 0-0         | Andria BAT-V. Lanciano | 0-1           | 27 feb.       |
| 10 ott.     | 2-3         | Atl. Roma-Nocerina     | 1-2           | 27 feb.       |
| 11 ott.     | 1-2         | Cosenza-Benevento      | 1-3           | 28 feb.       |
| 10 ott.     | 2-1         | Gela-Foggia            | 2-2           | 27 feb.       |
| 10 ott.     | 1-0         | Juve Stabia-Viareggio  | 2-0           | 27 feb.       |
| 10 ott.     | 1-0         | Pisa-Cavese            | 1-0           | 27 feb.       |
| 10 ott.     | 1-0         | Siracusa-Barletta      | 0-1           | 27 feb.       |
| 10 ott.     | 2-1         | Taranto-Lucchese       | 1-0           | 27 feb.       |
| 10 ott.     | 0-2         | Ternana-Foligno        | 0-0           | 27 feb.       |

| andata (9ª) | andata (9ª) | 9ª giornata         | ritorno (26ª) | ritorno (26ª) |
|             |             |                     |               |               |
| 17 ott.     | 3-3         | Barletta-Cavese     | 0-1           | 3 apr.        |
| 17 ott.     | 0-0         | Benevento-Taranto   | 1-3           | 13 mar.       |
| 17 ott.     | 2-1         | Foggia-Andria BAT   | 1-0           | 13 mar.       |
| 17 ott.     | 1-1         | Foligno-Siracusa    | 1-2           | 13 mar.       |
| 17 ott.     | 0-1         | Juve Stabia-Gela    | 0-0           | 13 mar.       |
| 17 ott.     | 1-1         | Lucchese-Pisa       | 0-2           | 13 mar.       |
| 17 ott.     | 2-1         | Nocerina-Cosenza    | 1-1           | 13 mar.       |
| 17 ott.     | 1-1         | Viareggio-Atl. Roma | 1-2           | 14 mar.       |
| 17 ott.     | 0-0         | V. Lanciano-Ternana | 0-0           | 13 mar.       |

| andata (10ª) | andata (10ª) | 10ª giornata           | ritorno (27ª) | ritorno (27ª) |
|              |              |                        |               |               |
| 24 ott.      | 0-1          | Andria BAT-Juve Stabia | 1-3           | 20 mar.       |
| 23 ott.      | 3-3          | Atl. Roma-Foggia       | 1-3           | 20 mar.       |
| 24 ott.      | 1-0          | Cavese-Lucchese        | 0-1           | 20 mar.       |
| 24 ott.      | 1-0          | Cosenza-Foligno        | 0-0           | 20 mar.       |
| 24 ott.      | 0-0          | Gela-Viareggio         | 1-1           | 20 mar.       |
| 24 ott.      | 1-1          | Pisa-Benevento         | 0-1           | 21 mar.       |
| 24 ott.      | 0-0          | Siracusa-V. Lanciano   | 0-1           | 20 mar.       |
| 24 ott.      | 2-2          | Taranto-Barletta       | 0-0           | 20 mar.       |
| 24 ott.      | 0-3          | Ternana-Nocerina       | 0-1           | 20 mar.       |

| andata (9ª) | andata (9ª) | 9ª giornata         | ritorno (26ª) | ritorno (26ª) |
|             |             |                     |               |               |
| 17 ott.     | 3-3         | Barletta-Cavese     | 0-1           | 3 apr.        |
| 17 ott.     | 0-0         | Benevento-Taranto   | 1-3           | 13 mar.       |
| 17 ott.     | 2-1         | Foggia-Andria BAT   | 1-0           | 13 mar.       |
| 17 ott.     | 1-1         | Foligno-Siracusa    | 1-2           | 13 mar.       |
| 17 ott.     | 0-1         | Juve Stabia-Gela    | 0-0           | 13 mar.       |
| 17 ott.     | 1-1         | Lucchese-Pisa       | 0-2           | 13 mar.       |
| 17 ott.     | 2-1         | Nocerina-Cosenza    | 1-1           | 13 mar.       |
| 17 ott.     | 1-1         | Viareggio-Atl. Roma | 1-2           | 14 mar.       |
| 17 ott.     | 0-0         | V. Lanciano-Ternana | 0-0           | 13 mar.       |

| andata (10ª) | andata (10ª) | 10ª giornata           | ritorno (27ª) | ritorno (27ª) |
|              |              |                        |               |               |
| 24 ott.      | 0-1          | Andria BAT-Juve Stabia | 1-3           | 20 mar.       |
| 23 ott.      | 3-3          | Atl. Roma-Foggia       | 1-3           | 20 mar.       |
| 24 ott.      | 1-0          | Cavese-Lucchese        | 0-1           | 20 mar.       |
| 24 ott.      | 1-0          | Cosenza-Foligno        | 0-0           | 20 mar.       |
| 24 ott.      | 0-0          | Gela-Viareggio         | 1-1           | 20 mar.       |
| 24 ott.      | 1-1          | Pisa-Benevento         | 0-1           | 21 mar.       |
| 24 ott.      | 0-0          | Siracusa-V. Lanciano   | 0-1           | 20 mar.       |
| 24 ott.      | 2-2          | Taranto-Barletta       | 0-0           | 20 mar.       |
| 24 ott.      | 0-3          | Ternana-Nocerina       | 0-1           | 20 mar.       |

| andata (11ª) | andata (11ª) | 11ª giornata          | ritorno (28ª) | ritorno (28ª) |
|              |              |                       |               |               |
| 31 ott.      | 0-0          | Andria BAT-Barletta   | 2-3           | 27 mar.       |
| 31 ott.      | 2-1          | Benevento-Lucchese    | 2-1           | 27 mar.       |
| 31 ott.      | 0-2          | Foggia-Siracusa       | 0-1           | 3 apr.        |
| 31 ott.      | 1-1          | Foligno-Pisa          | 0-1           | 27 mar.       |
| 31 ott.      | 1-3          | Gela-Cosenza          | 0-2           | 27 mar.       |
| 17 nov.      | 3-2          | Juve Stabia-Atl. Roma | 0-1           | 26 mar.       |
| 31 ott.      | 1-0          | Nocerina-Taranto      | 1-2           | 27 mar.       |
| 17 nov.      | 1-0          | Viareggio-Ternana     | 2-3           | 27 mar.       |
| 31 ott.      | 0-2          | V. Lanciano-Cavese    | 0-0           | 27 mar.       |

| andata (12ª) | andata (12ª) | 12ª giornata         | ritorno (29ª) | ritorno (29ª) |
|              |              |                      |               |               |
| 6 nov.       | 0-1          | Atl. Roma-Andria BAT | 1-1           | 10 apr.       |
| 7 nov.       | 1-1          | Barletta-Benevento   | 2-1           | 11 apr.       |
| 7 nov.       | 2-0          | Cavese-Viareggio     | 1-1           | 10 apr.       |
| 7 nov.       | 1-1          | Cosenza-V. Lanciano  | 2-0           | 10 apr.       |
| 8 nov.       | 0-0          | Lucchese-Nocerina    | 1-2           | 10 apr.       |
| 7 nov.       | 1-2          | Pisa-Foggia          | 1-3           | 10 apr.       |
| 7 nov.       | 2-0          | Siracusa-Gela        | 0-1           | 10 apr.       |
| 7 nov.       | 1-3          | Taranto-Foligno      | 0-0           | 10 apr.       |
| 7 nov.       | 2-1          | Ternana-Juve Stabia  | 0-2           | 10 apr.       |

| andata (11ª) | andata (11ª) | 11ª giornata          | ritorno (28ª) | ritorno (28ª) |
|              |              |                       |               |               |
| 31 ott.      | 0-0          | Andria BAT-Barletta   | 2-3           | 27 mar.       |
| 31 ott.      | 2-1          | Benevento-Lucchese    | 2-1           | 27 mar.       |
| 31 ott.      | 0-2          | Foggia-Siracusa       | 0-1           | 3 apr.        |
| 31 ott.      | 1-1          | Foligno-Pisa          | 0-1           | 27 mar.       |
| 31 ott.      | 1-3          | Gela-Cosenza          | 0-2           | 27 mar.       |
| 17 nov.      | 3-2          | Juve Stabia-Atl. Roma | 0-1           | 26 mar.       |
| 31 ott.      | 1-0          | Nocerina-Taranto      | 1-2           | 27 mar.       |
| 17 nov.      | 1-0          | Viareggio-Ternana     | 2-3           | 27 mar.       |
| 31 ott.      | 0-2          | V. Lanciano-Cavese    | 0-0           | 27 mar.       |

| andata (12ª) | andata (12ª) | 12ª giornata         | ritorno (29ª) | ritorno (29ª) |
|              |              |                      |               |               |
| 6 nov.       | 0-1          | Atl. Roma-Andria BAT | 1-1           | 10 apr.       |
| 7 nov.       | 1-1          | Barletta-Benevento   | 2-1           | 11 apr.       |
| 7 nov.       | 2-0          | Cavese-Viareggio     | 1-1           | 10 apr.       |
| 7 nov.       | 1-1          | Cosenza-V. Lanciano  | 2-0           | 10 apr.       |
| 8 nov.       | 0-0          | Lucchese-Nocerina    | 1-2           | 10 apr.       |
| 7 nov.       | 1-2          | Pisa-Foggia          | 1-3           | 10 apr.       |
| 7 nov.       | 2-0          | Siracusa-Gela        | 0-1           | 10 apr.       |
| 7 nov.       | 1-3          | Taranto-Foligno      | 0-0           | 10 apr.       |
| 7 nov.       | 2-1          | Ternana-Juve Stabia  | 0-2           | 10 apr.       |

| andata (13ª) | andata (13ª) | 13ª giornata         | ritorno (30ª) | ritorno (30ª) |
|              |              |                      |               |               |
| 14 nov.      | 1-1          | Andria BAT-Cosenza   | 1-0           | 17 apr.       |
| 14 nov.      | 1-0          | Benevento-Cavese     | 3-2           | 17 apr.       |
| 14 nov.      | 4-0          | Foggia-Ternana       | 2-3           | 17 apr.       |
| 14 nov.      | 0-2          | Foligno-Barletta     | 2-3           | 17 apr.       |
| 14 nov.      | 1-2          | Gela-Atl. Roma       | 2-1           | 16 apr.       |
| 14 nov.      | 2-2          | Juve Stabia-Nocerina | 2-1           | 17 apr.       |
| 14 nov.      | 2-2          | Siracusa-Pisa        | 0-2           | 17 apr.       |
| 14 nov.      | 1-1          | Viareggio-Lucchese   | 0-0           | 18 apr.       |
| 14 nov.      | 0-0          | V. Lanciano-Taranto  | 1-1           | 17 apr.       |

| andata (14ª) | andata (14ª) | 14ª giornata         | ritorno (31ª) | ritorno (31ª) |
|              |              |                      |               |               |
| 21 nov.      | 0-0          | Barletta-Viareggio   | 1-1           | 23 apr.       |
| 21 nov.      | 2-0          | Benevento-Andria BAT | 1-1           | 23 apr.       |
| 21 nov.      | 0-2          | Cavese-Atl. Roma     | 0-6           | 23 apr.       |
| 21 nov.      | 1-2          | Cosenza-Siracusa     | 1-1           | 23 apr.       |
| 21 nov.      | 3-0          | Lucchese-Foligno     | 0-1           | 23 apr.       |
| 21 nov.      | 3-1          | Nocerina-Foggia      | 1-0           | 23 apr.       |
| 22 nov.      | 1-1          | Pisa-V. Lanciano     | 1-1           | 23 apr.       |
| 21 nov.      | 1-0          | Taranto-Juve Stabia  | 3-0           | 23 apr.       |
| 21 nov.      | 2-0          | Ternana-Gela         | 0-0           | 23 apr.       |

| andata (13ª) | andata (13ª) | 13ª giornata         | ritorno (30ª) | ritorno (30ª) |
|              |              |                      |               |               |
| 14 nov.      | 1-1          | Andria BAT-Cosenza   | 1-0           | 17 apr.       |
| 14 nov.      | 1-0          | Benevento-Cavese     | 3-2           | 17 apr.       |
| 14 nov.      | 4-0          | Foggia-Ternana       | 2-3           | 17 apr.       |
| 14 nov.      | 0-2          | Foligno-Barletta     | 2-3           | 17 apr.       |
| 14 nov.      | 1-2          | Gela-Atl. Roma       | 2-1           | 16 apr.       |
| 14 nov.      | 2-2          | Juve Stabia-Nocerina | 2-1           | 17 apr.       |
| 14 nov.      | 2-2          | Siracusa-Pisa        | 0-2           | 17 apr.       |
| 14 nov.      | 1-1          | Viareggio-Lucchese   | 0-0           | 18 apr.       |
| 14 nov.      | 0-0          | V. Lanciano-Taranto  | 1-1           | 17 apr.       |

| andata (14ª) | andata (14ª) | 14ª giornata         | ritorno (31ª) | ritorno (31ª) |
|              |              |                      |               |               |
| 21 nov.      | 0-0          | Barletta-Viareggio   | 1-1           | 23 apr.       |
| 21 nov.      | 2-0          | Benevento-Andria BAT | 1-1           | 23 apr.       |
| 21 nov.      | 0-2          | Cavese-Atl. Roma     | 0-6           | 23 apr.       |
| 21 nov.      | 1-2          | Cosenza-Siracusa     | 1-1           | 23 apr.       |
| 21 nov.      | 3-0          | Lucchese-Foligno     | 0-1           | 23 apr.       |
| 21 nov.      | 3-1          | Nocerina-Foggia      | 1-0           | 23 apr.       |
| 22 nov.      | 1-1          | Pisa-V. Lanciano     | 1-1           | 23 apr.       |
| 21 nov.      | 1-0          | Taranto-Juve Stabia  | 3-0           | 23 apr.       |
| 21 nov.      | 2-0          | Ternana-Gela         | 0-0           | 23 apr.       |

| andata (15ª) | andata (15ª) | 15ª giornata         | ritorno (32ª) | ritorno (32ª) |
|              |              |                      |               |               |
| 28 nov.      | 3-0          | Andria BAT-Pisa      | 1-2           | 1º mag.       |
| 27 nov.      | 0-0          | Atl. Roma-Ternana    | 2-1           | 1º mag.       |
| 28 nov.      | 2-1          | Foggia-Benevento     | 3-4           | 1º mag.       |
| 28 nov.      | 0-1          | Foligno-Nocerina     | 1-3           | 1º mag.       |
| 28 nov.      | 0-1          | Gela-Barletta        | 0-0           | 1º mag.       |
| 28 nov.      | 2-1          | Juve Stabia-Cavese   | 0-2           | 1º mag.       |
| 28 nov.      | 1-0          | Siracusa-Taranto     | 2-2           | 1º mag.       |
| 28 nov.      | 1-1          | Viareggio-Cosenza    | 1-2           | 1º mag.       |
| 28 nov.      | 0-0          | V. Lanciano-Lucchese | 0-2           | 1º mag.       |

| andata (16ª) | andata (16ª) | 16ª giornata         | ritorno (33ª) | ritorno (33ª) |
|              |              |                      |               |               |
| 5 dic.       | 0-2          | Barletta-V. Lanciano | 0-0           | 8 mag.        |
| 5 dic.       | 2-0          | Benevento-Foligno    | 2-2           | 8 mag.        |
| 5 dic.       | 3-0          | Cavese-Andria BAT    | 0-1           | 8 mag.        |
| 5 dic.       | 1-0          | Cosenza-Atl. Roma    | 1-4           | 8 mag.        |
| 5 dic.       | 0-0          | Lucchese-Juve Stabia | 1-4           | 8 mag.        |
| 5 dic.       | 1-0          | Nocerina-Gela        | 1-2           | 8 mag.        |
| 5 dic.       | 1-0          | Pisa-Viareggio       | 1-1           | 8 mag.        |
| 6 dic.       | 2-1          | Taranto-Foggia       | 0-0           | 8 mag.        |
| 5 dic.       | 2-1          | Ternana-Siracusa     | 2-2           | 8 mag.        |

| andata (15ª) | andata (15ª) | 15ª giornata         | ritorno (32ª) | ritorno (32ª) |
|              |              |                      |               |               |
| 28 nov.      | 3-0          | Andria BAT-Pisa      | 1-2           | 1º mag.       |
| 27 nov.      | 0-0          | Atl. Roma-Ternana    | 2-1           | 1º mag.       |
| 28 nov.      | 2-1          | Foggia-Benevento     | 3-4           | 1º mag.       |
| 28 nov.      | 0-1          | Foligno-Nocerina     | 1-3           | 1º mag.       |
| 28 nov.      | 0-1          | Gela-Barletta        | 0-0           | 1º mag.       |
| 28 nov.      | 2-1          | Juve Stabia-Cavese   | 0-2           | 1º mag.       |
| 28 nov.      | 1-0          | Siracusa-Taranto     | 2-2           | 1º mag.       |
| 28 nov.      | 1-1          | Viareggio-Cosenza    | 1-2           | 1º mag.       |
| 28 nov.      | 0-0          | V. Lanciano-Lucchese | 0-2           | 1º mag.       |

| andata (16ª) | andata (16ª) | 16ª giornata         | ritorno (33ª) | ritorno (33ª) |
|              |              |                      |               |               |
| 5 dic.       | 0-2          | Barletta-V. Lanciano | 0-0           | 8 mag.        |
| 5 dic.       | 2-0          | Benevento-Foligno    | 2-2           | 8 mag.        |
| 5 dic.       | 3-0          | Cavese-Andria BAT    | 0-1           | 8 mag.        |
| 5 dic.       | 1-0          | Cosenza-Atl. Roma    | 1-4           | 8 mag.        |
| 5 dic.       | 0-0          | Lucchese-Juve Stabia | 1-4           | 8 mag.        |
| 5 dic.       | 1-0          | Nocerina-Gela        | 1-2           | 8 mag.        |
| 5 dic.       | 1-0          | Pisa-Viareggio       | 1-1           | 8 mag.        |
| 6 dic.       | 2-1          | Taranto-Foggia       | 0-0           | 8 mag.        |
| 5 dic.       | 2-1          | Ternana-Siracusa     | 2-2           | 8 mag.        |

| \| andata (17ª) \| andata (17ª) \| 17ª giornata \| ritorno (34ª) \| ritorno (34ª) \| \| \| \| \| \| \| \| 12 dic. \| 0-1 \| Andria BAT-Ternana \| 3-2 \| 15 mag. \| \| 11 dic. \| 3-0 \| Atl. Roma-Barletta \| 0-0 \| 15 mag. \| \| 12 dic. \| 1-2 \| Foggia-Cosenza \| 0-1 \| 15 mag. \| \| 12 dic. \| 0-1 \| Foligno-Cavese \| 2-2 \| 15 mag. \| \| 12 dic. \| 2-1 \| Gela-Pisa \| 0-4 \| 15 mag. \| \| 12 dic. \| 2-1 \| Juve Stabia-Benevento \| 1-1 \| 15 mag. \| \| 12 dic. \| 1-0 \| Siracusa-Lucchese \| 2-4 \| 15 mag. \| \| 12 dic. \| 2-0 \| Viareggio-Taranto \| 0-1 \| 15 mag. \| \| 12 dic. \| 1-2 \| V. Lanciano-Nocerina \| 1-1 \| 15 mag. \| |              |                       |               |               |
| andata (17ª) | andata (17ª) | 17ª giornata          | ritorno (34ª) | ritorno (34ª) |
| |              |                       |               |               |
| 12 dic. | 0-1          | Andria BAT-Ternana    | 3-2           | 15 mag.       |
| 11 dic. | 3-0          | Atl. Roma-Barletta    | 0-0           | 15 mag.       |
| 12 dic. | 1-2          | Foggia-Cosenza        | 0-1           | 15 mag.       |
| 12 dic. | 0-1          | Foligno-Cavese        | 2-2           | 15 mag.       |
| 12 dic. | 2-1          | Gela-Pisa             | 0-4           | 15 mag.       |
| 12 dic. | 2-1          | Juve Stabia-Benevento | 1-1           | 15 mag.       |
| 12 dic. | 1-0          | Siracusa-Lucchese     | 2-4           | 15 mag.       |
| 12 dic. | 2-0          | Viareggio-Taranto     | 0-1           | 15 mag.       |
| 12 dic. | 1-2          | V. Lanciano-Nocerina  | 1-1           | 15 mag.       |

| andata (17ª) | andata (17ª) | 17ª giornata          | ritorno (34ª) | ritorno (34ª) |
|              |              |                       |               |               |
| 12 dic.      | 0-1          | Andria BAT-Ternana    | 3-2           | 15 mag.       |
| 11 dic.      | 3-0          | Atl. Roma-Barletta    | 0-0           | 15 mag.       |
| 12 dic.      | 1-2          | Foggia-Cosenza        | 0-1           | 15 mag.       |
| 12 dic.      | 0-1          | Foligno-Cavese        | 2-2           | 15 mag.       |
| 12 dic.      | 2-1          | Gela-Pisa             | 0-4           | 15 mag.       |
| 12 dic.      | 2-1          | Juve Stabia-Benevento | 1-1           | 15 mag.       |
| 12 dic.      | 1-0          | Siracusa-Lucchese     | 2-4           | 15 mag.       |
| 12 dic.      | 2-0          | Viareggio-Taranto     | 0-1           | 15 mag.       |
| 12 dic.      | 1-2          | V. Lanciano-Nocerina  | 1-1           | 15 mag.       |

### Spareggi

#### Play-off

##### Tabellone
|  | Semifinali | Semifinali    | Semifinali | Semifinali | Semifinali |  |  | Finale | Finale        | Finale | Finale | Finale |  |
|  |            |               |            |            |            |  |  |        |               |        |        |        |  |
|  | 5          | Juve Stabia   | 1          | 1          | 2          |  |  |        |               |        |        |        |  |
|  | 2          | Benevento     | 0          | 1          | 1          |  |  | 5      | Juve Stabia   | 0      | 2      | 2      |  |
|  | 4          | Taranto       | 0          | 3          | 3          |  |  | 3      | Atletico Roma | 0      | 0      | 0      |  |
|  | 3          | Atletico Roma | 1          | 2          | 3          |  |  |        |               |        |        |        |  |

##### Semifinali
|               | Risultati |               | Luogo e data                            |
| ------------- | --------- | ------------- | --------------------------------------- |
| Taranto       | 0-1       | Atletico Roma | Taranto, 29 maggio 2011                 |
| Atletico Roma | 2-3       | Taranto       | Roma, 5 giugno 2011                     |
|               |           |               |                                         |
| Juve Stabia   | 1-0       | Benevento     | Castellammare di Stabia, 29 maggio 2011 |
| Benevento     | 1-1       | Juve Stabia   | Benevento, 5 giugno 2011                |
|               |           |               |                                         |

##### Finali
|               | Risultati |               | Luogo e data                            |
| ------------- | --------- | ------------- | --------------------------------------- |
| Juve Stabia   | 0-0       | Atletico Roma | Castellammare di Stabia, 12 giugno 2011 |
| Atletico Roma | 0-2       | Juve Stabia   | Roma, 19 giugno 2011                    |
|               |           |               |                                         |

#### Play-out
|           | Risultati |           | Luogo e data              |
| --------- | --------- | --------- | ------------------------- |
| Viareggio | 3-1       | Cosenza   | Viareggio, 29 maggio 2011 |
| Cosenza   | 0-1       | Viareggio | Cosenza, 5 giugno 2011    |
|           |           |           |                           |
| Foligno   | 1-0       | Ternana   | Foligno, 29 maggio 2011   |
| Ternana   | 1-1       | Foligno   | Terni, 5 giugno 2011      |
|           |           |           |                           |

### Statistiche

#### Squadre

##### Primati stagionali
Squadre
- Maggior numero di vittorie:  Nocerina (21)
- Minor numero di sconfitte:  Nocerina (4)
- Migliore attacco:  Foggia (67 gol fatti)
- Miglior difesa:  Taranto (28 gol subiti)
- Miglior differenza reti:  Nocerina (+21)
- Minor numero di vittorie:  Viareggio (6)
- Maggior numero di pareggi:  Virtus Lanciano (17)
- Minor numero di pareggi:  Foggia (5)
- Maggior numero di sconfitte:  Andria,  Cavese,  Foligno,  Viareggio (15)
- Peggiore attacco:  Virtus Lanciano (28 gol fatti)
- Peggior difesa:  Foggia (58 gol subiti)
- Peggior differenza reti:  Ternana (-15)

Partite
- Partita con più reti:

Virtus Lanciano -  Foggia 5-3 e  Foggia -  Foligno 4-4 (8)
- Partita con maggiore scarto di gol:  Atletico Roma -  Cavese 6-0
- Maggior numero di reti segnate in una giornata: 29 (4ª)
- Minor numero di reti segnate in una giornata: 14 (15ª)